# Bibliotecă

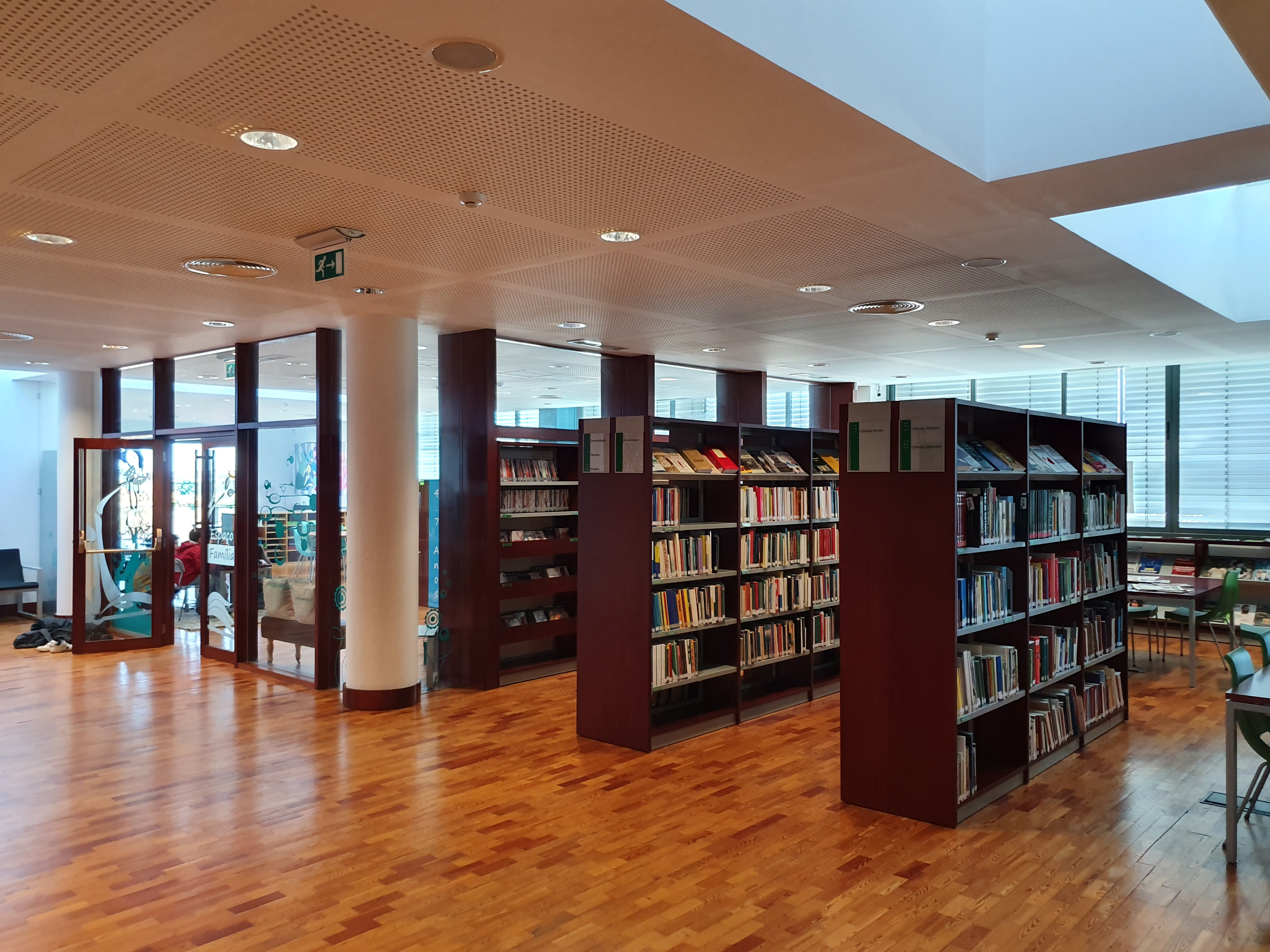
Interiorul unei biblioteci

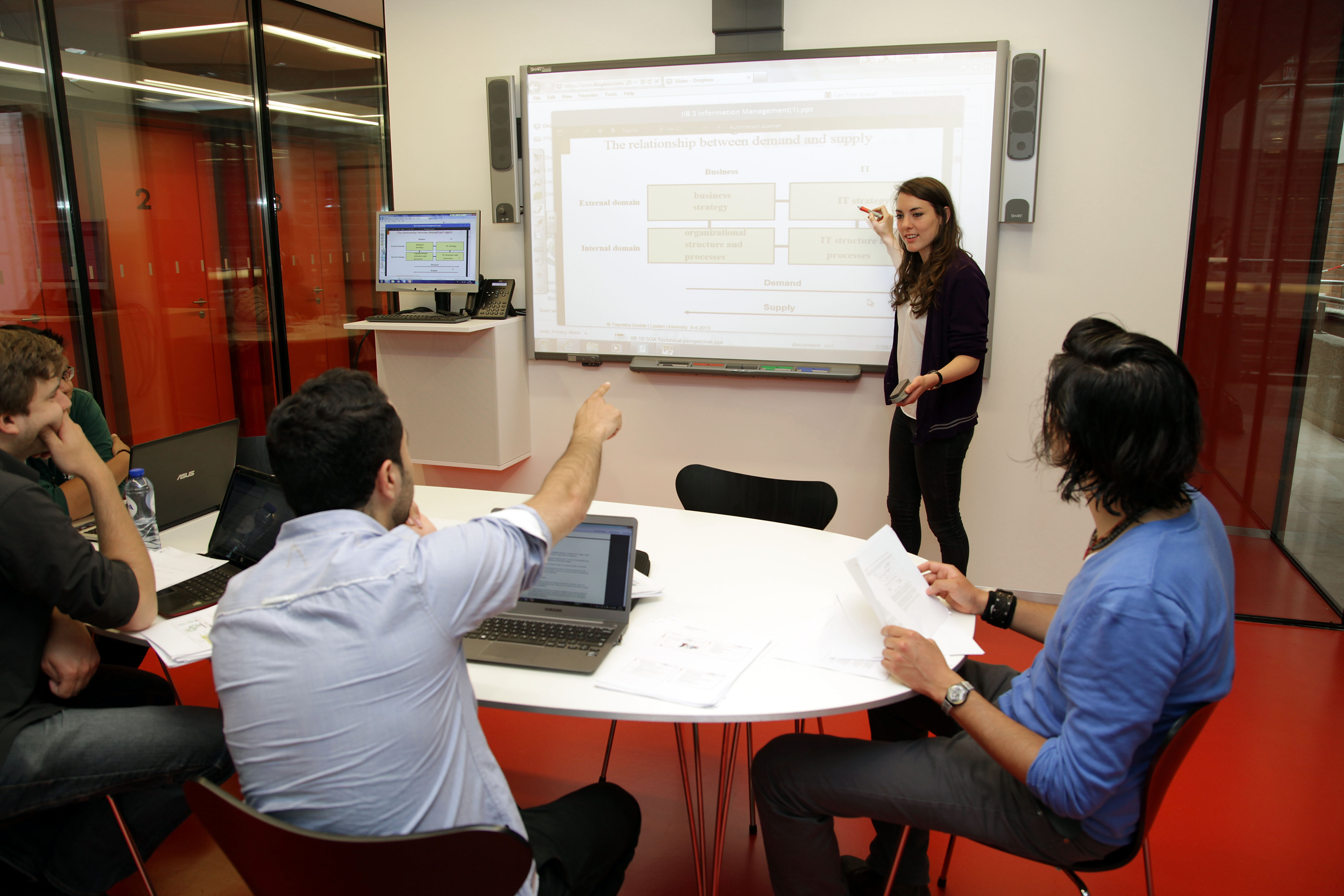
Bibliotecile oferă spații pentru studiu și colaborare

O bibliotecă este o colecție de documente (cărți și alte medii) precum și baze de date, organizată sau nu după anumite criterii, de către bibliotecari. Instituția de cultură în care se adună, se organizează și se păstrează aceste colecții pentru a fi folosite de cititori, se numește tot bibliotecă. Tot bibliotecă se numește și clădirea sau partea de clădire care adăpostește o astfel de colecție. De asemenea, mobilierul cu funcția de păstrare a cărților se numește bibliotecă,
În România, Legea bibliotecilor nr. 334/2002, definește biblioteca ca fiind instituția, compartimentul sau structura specializată ale cărei atribuții principale sunt: constituirea, organizarea, prelucrarea, dezvoltarea și conservarea colecțiilor de cărți, publicațiilor seriale, a altor documente de bibliotecă și a bazelor de date, pentru a facilita utilizarea acestora în scop de informare, cercetare, educație sau recreere; inițierea, organizarea și desfășurarea de proiecte și programe culturale, inclusiv în parteneriat cu autorități și instituții publice, cu alte instituții de profil sau prin parteneriat public-privat.
Cuvântul bibliotecă provine din cuvântul grecesc „bibliothéke”, combinația cuvintelor „biblion” (carte) și „théke” (dulap, cufăr) preluat în latină ca „bibliotheca”.
Bibliotecile, indiferent de felul și mărimea lor, furnizează pe lângă documentele din colecțiile sale utile nevoilor de studiu, relaxare ori înțelegerii dezbaterilor publice, a actualitãții, a problemelor de ordin istoric, filozofic, științific sau din alte domenii și serviciile bibliotecarilor, instruiți în găsirea, selectarea, circulația, organizarea și interpretarea informațiilor. De asemenea, bibliotecile oferă spații pentru studiu, cercetare, recreere și colaborare, acces la resurse electronice și sunt centre comunitare desfășurând acțiuni în domeniul educației permanente sau complementare activității educaționale a instituțiilor de învățământ, de informare și de sprijinire a procesului de integrare a persoanelor aflate în situații speciale. Bibliotecile moderne și-au extins serviciile dincolo de zidurile bibliotecii, extra muros, prin furnizarea de materiale electronice care pot fi accesate oricând și de oriunde, oferind cititorilor șansa de a cunoaște conținutul colecțiilor bibliotecii cu mult înainte de a trece pragul acestor instituții. Funcția bibliotecii, ca instituție a societății, este dezvoltarea și îmbogățirea vieții umane în întreaga comunitate, aducând oamenilor cărțile care le sunt destinate.

## Istoric
Primele biblioteci iau naștere în antichitate, în Mesopotamia, unde tăblițe de lut erau păstrate în temple sau în palatele conducătorilor. În această epocă existau biblioteci, dar ele se confundau cu arhivele. Un templu din orașul Nippur avea în mileniul III î.e.n. mai multe încăperi unde se păstra o colecție de tăblițe de lut. O colecție similară din mileniul II î.e.n. a fost descoperită în Amarna. Assurbanipal (668-627 î.e.n.), ultimul mare rege asirian a organizat o bibliotecă alcătuită dintr-o colecție de mii de tăblițe de lut și fragmente care conțineau texte de toate tipurile din secolul al VII-lea î.e.n. Majoritatea tăblițelor (aproximativ 6.000) conțineau texte referitoare la legislație, corespondență diplomatică, declarații aristocratice și aspecte financiare. Textele rămase conțineau preziceri, prevestiri, incantații și imnuri către diverși zei, în timp ce altele se refereau la medicină, astronomie și literatură. Printre obiectele deținute se aflau poemele epice „Epopeea lui Ghilgameș”, povestea creației „Enuma Eliș” și „Tăblița lui Venus a lui Ammisaduqa”, care conține înregistrarea observațiilor astronomice ale planetei Venus. Tăblițele au fost adesea organizate în funcție de formă și conținutul textelor. De exemplu, tăblițele cu patru laturi conțineau informații despre finanțe și tăblițele rotunde conțineau informații despre agricultură. În Grecia antică primele biblioteci importante apar în secolul al IV-lea î.e.n. grație școlilor filosofice. Textele din aceste biblioteci erau scise pe materiale ca papirusul, utilizat de egipteni pentru scriere din anul 3000 î.e.n. și până în secolul al IX-lea e.n. sau pergamentul. Cea mai cunoscută dintre aceste biblioteci a fost cea a Școlii peripatetice, întemeiată de către Aristotel. Biblioteca lui Aristotel, mai ales prin intermediul copiilor, a constituit baza pe care a fost ridicată Biblioteca din Alexandria. Plănuită de Ptolemeu I Soter, rege al Egiptului și fondată de Ptolemeu al II-lea Philadelphus, în secolul al III-lea î.e.n., aceasta avea în perioada sa de glorie între 400.000 și 700.000 de suluri de papirus. Cunoscuți erudiți ai antichității ca dramaturgul Aristofan, polimatul Eratostene, criticul literar Aristarh din Samotrace sau poetul Callimah au îndrumat destinele bibliotecii. O altă bibliotecă importantă în lumea antică a fost cea din Pergam, Asia Mică. Fondată în timpul domniei lui Attalus I Soter și a lui Eumenes al II-lea Soter, între 200-159 î.e.n., avea conform filosofului Plutarh aproximativ 200.000 de pergamente. Pergamul a fost un centru al producției de pergament iar acest suport de scris se numește, după numele orașului, pergament (în greacă "pergaminus sau pergamena"; în latină "membrana pergamena sau charta pergamena"). Legenda potrivit căruia pergamentul a fost inventat în Pergam odată cu sistarea exportului de papirus de către dinastia Ptolemeilor, în mare parte datorită rezervei limitate și a conflictelor economice, nu este adevărată, deoarece acest suport de scris era folosit în Asia Mică anterior acestor evenimente. În Roma antică existau biblioteci private, printre care cea a lui Cicero ori a lui Lucius Licinius Lucullus. Iulius Cezar a planificat construirea unei biblioteci publice dar acest lucru nu s-a mai realizat din cauza morții sale, în 44 î.e.n. La nici cinci ani după moartea lui Iulius Cezar o bibliotecă publică a fost ridicată grație eforturilor lui Asinius Pollio, fapt descris în opera lui Plinius cel Bătrân „Istoria Naturală” (în latină "Naturalis Historiae"). Împărați romani, precum Augustus (Octavianus Augustus ori Octavian), Tiberius sau Vespasian au construit, de asemenea, biblioteci. Bibliotecile construite de Augustus, Bibliotheca Porticus Octaviae și Bibliotheca Apollinis Palatini, erau administrate de către un director general (în latină "Procurator Bibliothecarum Augusti") care avea în subordine două oficii, unul care se ocupa de cărțile în limba latină și unul care se ocupa de cărțile în limba greacă. Biblioteca fondată de Traian în anul 100 e.n., Bibliotheca Ulpia, a avut și rolul de Arhivă Publică a Romei. Cărțile în bibliotecile romane erau păstrate în dulapuri de lemn sau cabinete (în latină "armaria") așezate de-a lungul pereților, după cum s-a descoperit la Herculaneum în 1754. În Grecia și la Roma cărțile erau copiate de scribi și sclavi, oameni de carte, plasați în fiecare oraș într-un loc fix, astfel explicându-se existența numeroaselor exemplare identice ale acelorași opere. La Constantinopol în anul 354 e.n. Constantin cel Mare a fondat o bibliotecă ce se va dovedi cea mai viabilă până la căderea orașului în 1453. Treptat, colecția de cărți a bibliotecii imperiale precum și a altor biblioteci din Bizanț a crescut necontenit și a fost consultată de cărturarii vremii, dintre care s-a remarcat împăratul Constantin al VII-lea Porfirogenet. O activitate deosebită a avut Fotie (Photius), Patriarh al Constantinopolului și profesor la Universitatea din Constantinopol, bibliofil pasionat, posedând o bibliotecă remarcabilă, unul dintre cei mai erudiți oameni ai secolului al IX-lea. A lăsat numeroase scrieri, dintre care un loc deosebit îl ocupă una cu caracter enciclopedic, „Myrabilion” (în greacă "Μυριόβιβλος"), cunoscută și ca „Biblioteca” (Biblioteca lui Photias, în greacă "Βιβλιοθήκη"), unde au fost rezumate 279 de opere, cu adnotări, date bibliografice și texte critice. Datoritî bibibliotecilor din Bizanț operele clasice grecești s-au păstrat și au putut fi cunoscute de vestul Europei. Acest lucru combinat cu migrarea erudițor greci după căderea Constantinopolului și apetitul italienilor pentru clasicismul latin au contribuit la începutul Renașterii. În secolul al X-lea a fost fondată la Bagdad o bibliotecă cuprinzând 12.000 volume, opere inedite, traduceri din greacă, sanscrită, chineză. Celebră era și biblioteca din Cairo, care în secolul al X-lea poseda un fond de 1.600.000 de volume. De asemenea, în timpul prezenței musulmane în Peninsula Iberică exista un sistem de biblioteci, cele mai importante fiind cele din Córdoba, Toledo și Granada, prin intermediul cărora se întrețineau schimburile culturale cu lumea creștină a apusului Europei. Un nou suport de scris, hârtia, începe să fie folosit, prima oară de către chinezi în jurul anului 105 e.n. În secolul al VIII-lea a fost preluată de arabi iar prin intermediul lor ajunge în Peninsula Iberică și de acolo în întreaga Europă. Prima fabrică de hârtie din Europa a fost deschisă în 1150 la Játiva, Spania iar mai târziu au apărut fabrici și în Franța, Sfântul Imperiu Roman (Sfântul Imperiu Roman de Națiune Germană) și Anglia.
În perioada medievală cărțile, sub forma codexurilor (o culegere manuscrisă), erau de format mai mic până în secolul al XIV-lea, legate în scoarța de lemn îmbrăcate în piele, uneori cu gravuri și decorațiuni. Principalele centre de copiere ale manuscriselor, dar unde sunt elaborate și cărți noi, erau în evul mediu mânăstirile, dintre care s-au remarcat: Cluny, Limoges, Liège, Köln, Salzburg, Corvey, Fulda, Canterbury, York, Malmesbury, Wearmouth, Monte Cassino și Bobbio. Astfel în cadrul mânăstirilor se întemeiază biblioteci, acestea conținând în principal cărți religioase dar și filosofie sau literatură. Uneori bibliotecile mânăstirilor împrumutau cărți doar dacă primeau gaj o carte de valoare similară ori dacă era depusă o sumă de bani drept garanție. Odată cu fondarea universităților din secolul al XI-lea, pe lângă ele încep să fie constituite și biblioteci. Cu apariția bibliotecilor universităților începe să fie folosită tot mai mult practica împrumutului de carte. Cărțile fiind foarte scumpe și destul de rare până la invenția tiparului, erau legate de pupitrele din sala de lectură sau de rafturi (în latină "libri catenatae"). În cazul împrumutului dacă studentul nu returna cartea ori nu plătea contravaloarea ei era exmatriculat. Cele mai importante biblioteci ale unor universități erau Köln, Viena, Cracovia, Praga, Basel, Padova și Bologna. Pe lângă mânăstiri, cărțile se copiau în incinta universităților care urmăreau și coordonau această activitate. Tot universitățile fixau și prețul exemplarelor care se vindeau în librării, ce existau pe lângă fiecare dintre acestea. În Țările Române, în secolele XIV-XV, se copiau manuscrise religioase, mai ales în mănăstirile Peri (Maramureș). Tismana (Țara Românească) și Neamț (Moldova). Acestea erau împodobite cu miniaturi executate uneori chiar de către copiști, dintre ei distingându-se Nicodim de la Tismana și Gavril Uric de la Neamț. Activitatea a continuat în perioadele următoare la mânăstirile Dragomirna, Bistrița, Hurezi (Horezu) distingându-se Popa Grigore din Măhaci, Ioan și Grigore Râmniceanu ori Anastasie Crimca. În perioada secolelor XIV-XVI bibliotecile publice și cele personale au cunoscut o dezvoltare deosebită. Filip al III-lea (Filip cel Bun) duce de Burgundia, Ludovic al IX-lea (Ludovic cel Sfânt) rege al Franței și Richard de Bury, episcop de Durham au fost mari colecționari de cărți. Richard de Bury a scris primul tratat despre carți „Philobiblon” (1344), care va fi tipărit la Köln în 1473. Regele Franței Carol al V-lea (Carol cel Înțelept) a fondat în 1386 la Luvru o bibliotecă cu peste 1.200 de volume. Această bibliotecă regală (în franceză "Bibliothèque du Roi") este considerată precursoarea Bibliotecii Naționale a Franței. În 1468 cardinalul grec Bessarion (Visarion) a dăruit Republicii Venețiene biblioteca sa, circa 750 de manuscrise în limbile latină și greacă, la care a adăugat încă 250 de manuscrise și unele incunabule, în principal, lucrări de teologie, istorie, filosofie și astronomie. Aceasta va deveni nucleul Bibliotecii Marciene, adăpostită într-un edificiu în stil clasic, lucrãrile durând între anii 1537 și 1553, amplasamentul fiind Piazza San Marco, în fața Palatului Dogilor. Cosimo de' Medici a fondat în 1444 prima bibliotecă publică din Florența la Mânăstirea San Marco dezvoltată pornind de la colecția de manuscrise a lui Niccolò de' Niccoli. Biblioteca personală a lui Lorenzo de' Medici (1449-1492) cunoscut și sub numele de Lorenzo Magnificul (în italiană "Lorenzo il Magnifico") de la Florența a constituit nucleul Bibliotecii Laurențiene deschisă în 1671, intr-un edificiu construit după planurile lui Michelangelo. În 1808 biblioteca întemeiată de Cosimo de' Medici a fuzionat cu Biblioteca Laurențiană formând Biblioteca Mediciană-Laurențiană. Biblioteca Corviniană de la Buda, creată de Matei Corvin regele Ungariei între anii 1458-1490, la un moment dat conținea între 1.000 și 3.000 de codexuri, în special italiene. Regele Ungariei a cumpărat manuscrise în valoare de 33.000 ducați de aur și a întreținut permanent 4 copiști la Florența. În 1540, biblioteca a fost jefuită de turci și multe cărți risipite și distruse. De asemenea, în această perioadă au fost create Biblioteca Apostolică Vaticană și Biblioteca Regală de la El Escorial, bazată pe colecția lui Filip al II-lea al Spaniei. În Țările Române, primele biblioteci au fost de asemenea cele mănăstirești, care s-au format pe lângă mănăstirile benedictine în secolul al XI-lea în Transilvania. În secolele următoare s-au alăturat cele ale mănăstirilor franciscane, dominicane și cele ale catedralelor. Orașele Alba Iulia, Sibiu, Brașov, Cluj erau renumite în Europa pentru colecțiile acestor biblioteci în secolele XIV-XVI. La mijlocul secolului al XV-lea mănăstirile franciscane de la Bacău (Mănăstirea Franciscană Sfântul Iosif) și Baia posedau și ele biblioteci însemnate iar în secolul al XVI-lea exista o bibliotecă în Moldova, la Școala de la Cotnari (Schola Latina) condusă de Johannes Sommer, în perioada domniei lui Despot Vodă (1561-1563). O atenție deosebită s-a acordat bibliotecilor din Țările Române în secolul al XVIII-lea, remarcându-se în acest sens domnitorii Constantin Brâncoveanu (1654-1714), Dimitrie Cantemir (1674-1723), Constantin Mavrocordat (1710-1769), stolnicul Constantin Cantacuzino (1639-1716) sau clericul Antim Ivireanu (1640/1650-1716). Iar în Transilvania, în această perioadă, s-au creat marile colecții particulare precum Biblioteca Batthyaneum din Alba Iulia, Biblioteca Brukenthal din Sibiu (15.972 volume) și Biblioteca Teleki-Bolyai din Târgu Mureș, astăzi secție a Bibliotecii Județeane Mureș.
În secolul al XV-lea germanul Johannes Gensfleisch zur Laden zum Gutenberg (1400-1468) a adus în lumea cărții tehnologia tiparului. Presa fixă în care foile de hârtie erau presate de blocuri de lemn în care fuseseră gravate textul și ilustrațiile, a apărut pentru prima oară în China, și a fost folosită în Asia de Est cu mult timp înaintea lui Gutenberg. Până în secolele XII-XIII, numeroase biblioteci chineze conțineau zeci de mii de cărți tipărite. Primul sistem de tipărire cu caractere mobile din lume a fost inventat de Bi Sheng. Coreenii și chinezii cunoșteau tipărirea cu litere mobile, dar din cauza complexității sistemului de scriere folosit, această metodă era greoaie și nepractică. Primul care a creat pe teritoriul Europei un tipar similar cu cele coreene și chinezești a fost Johannes Gutenberg. Către anul 1440 a început să fabrice litere mobile din metal, găsind și aliajul cel mai potrivit plumb cu cositor (staniu) și antimoniu. În 1456, împreună cu asociatul său Johann Fust, a tipărit la Mainz o biblie latină, cunoscută sub numele de „Biblia de 42 de rânduri” sau „Biblia lui Guttenberg”. Era o carte de format mare, in folio, din pergament, iar caracterul literelor tipărite era la fel ca acela al manuscriselor. Până la 1500 litera din cartea tipărită imita litera din manuscris, cartea purtând numele de incunabul (în latină incunabula = leagăn, început, obârșie, locul unde s-a născut cineva, folosit aici cu sensul de carte de început). Din Mainz, tiparul s-a răspândit rapid în toate țările Europei Franța, Italia, Anglia, Țările de Jos și mai lent în teritoriile stăpânite de Imperiul Otoman. În Țările Române tiparul a ajuns la începutul secolului al XVI-lea, din Veneția prin Serbia, adus de călugărul Macarie. Prima carte tipărită în Țara Românească, prin filieră venețiană și cu ajutor sârb a fost Liturghierul în limba slavonă (1508). Prima carte românească tipărită care s-a păstrat este un exemplar din Tetraevanghelul imprimat de Diaconul Coresi în 1561. Coresi a deprins tehnica tiparului de la Dimitrije Ljubavić, care lucra pentru Mitropolia Ungrovlahiei. Din 1559 a lucrat la Brașov și sub influența curentelor de reformă religioasă luterană și calvină răspândite atunci în Transilvania, a tipărit cărți în limbile slavonă și română. A editat în total circa 35 de titluri de carte, tipărite în sute de exemplare și răspândite în toate ținuturile românești, folosind texte luate din mai multe părți locuite de români facilitând astfel unitatea lingvistică a poporului român, dar și apariția limbii române literare. Cetatea de scaun Târgoviște s-a afirmat în mod deosebit în planul tipăriturilor în secolul al XVI-lea, fiind după orașele Cracovia (Polonia) și Cetinije (Serbia) unul dintre centrele europene deosebit de importante ale tiparului chirilic, cât și de difuzare a cărților în Peninsula Balcanică până în Georgia și Peninsula Sinai și în secolele XVII-XVIII. Din acest punct de vedere un loc aparte l-a ocupat perioada domniei lui Constantin Brâncoveanu, când și-a desfășurat activitatea Antim Ivireanu. În secolul al XVI-lea în Transilvania funcționau tipografii la Sibiu (1529), Alba Iulia, Orăștie, Brașov, dar numărul foarte mare de centre tipografice va fi atins în Țările Române în secolul al XVII-lea, când se vor deschide noi tiparnițe la Iași, București, Govora, Snagov, Cluj. În perioada Renașterii, cartea s-a individualizat și a crescut din punct de vedere al numărului, astfel că în anul 1500 în Europa existau peste 40.000 de exemplare. Au apărut tot mai mulți autori laici, critica de text a căpătat tot mai mult teren și atenția s-a îndreptate spre cercetarea și descoperirea manuscriselor antice. Cartea tipărită s-a substituit treptat cărții manuscris și de abia în secolul al XVII-lea a înlocuit-o complet. Tipărirea cu litere mobile a ieftinit foarte mult cartea. Prin tipar cartea a devenit un instrument de cultură la îndemâna tuturor.
Reforma protestantă, Reforma catolică (Contrareforma) și războaiele religioase din secolele XVI-XVII au avut variate efecte asupra bibliotecilor. Tiparul a avut un rol important în cadrul mișcării reformiste, datorită climatului intelectual pe care îl favoriza, contribuind la răspândirea Bibliei și lucrărilor teologice, dar și a operelor umaniste. În Franța bibliotecile mânăstirilor au avut de suferit din cauza distrugerii unor așezământe monahale în urma mișcării anticlericale inițiate de hughenoți (calviniștii francezi). În Anglia Henric al VIII-lea, în perioada 1536-1540 a dispus închiderea mănăstirilor, iar averile bisericești au fost secularizate. Astfel bibliotecile mânăstirilor au fost închise sau distruse. După 1550, în timpul domniei lui Eduard al VI-lea o serie de cărți au fost scoase din biblioteci din motive religioase și distruse iar uneori chiar și mobilierul bibliotecilor a fost înstrăinat. O revitalizare a bibliotecilor s-a produs în perioada reginei Elisabeta I (1533-1603), distingându-se colecțiile lui Matthew Parker, arhiepiscop de Canterbury (astăzi Biblioteca Parker, Colegiul Corpus Christi de la Cambridge), Robert Cotton (astăzi Biblioteca Cotton din cadrul Bibliotecii Britanice) și Thomas Bodley (astăzi Biblioteca Bodleiană de la Universitatea Oxford). În spațiul german la îndemnul liderului reformator Martin Luther au fost fondate o serie de biblioteci, precum cele din Hamburg (1529) și Augsburg (1537). Aceste biblioteci ca și cele ale universităților nou-înființate din Marburg (1527), Jena (1558) și Königsberg (1544) au fost dezvoltate pornind tot de la bibliotecile mânăstirilor. Bibliotecile germane au avut de suferit din cauza Războiului de Treizeci de Ani. Biblioteca Universității din Heidelberg (Bibliotheca Palatina) a fost capturată ca pradă de război de către Maximilian I de Bavaria (1573-1651), care a dăruit-o papei Grigore al XV-lea (1554-1623) în 1623. Monarhii suedezi Gustav al II-lea Adolf (1594-1632), Cristina (1626-1689) și Carol al X-lea Gustav (1622-1660) au procedat similar înzestrând Biblioteca Universității din Uppsala, fondată în 1620, Biblioteca Regală (în suedeză "Kungliga biblioteket") din Stockholm, dar și biblioteci private ale familiilor Bielke, Oxenstierna, Rosenhahne, Wrangel și Brahe, cu colecții de cărți capturate în timpul Războiului de Treizeci de Ani și a Micului Război al Nordului (1655-1660), eveniment cunoscut în istoriografia poloneză și lituaniană ca Potopul sau Potopul suedez (în poloneză "Potop Szwedzki", în lituaniană "Švedų tvanas").
În secolele XVII și XVIII numărul bibliotecilor a crescut rapid, unele colecții devenind nucleul bibliotecilor naționale de mai târziu. De asemenea, în această perioadă s-au pus bazele unor biblioteci universitare sau naționale. Revitalizarea bibliotecilor engleze a continuat, fiind create o serie de biblioteci parohiale, unele în urma unor donații din partea enoriașilor. Humphrey Chetham (1580-1653), un comerciant și bancher, a lăsat prin testament o parte din averea sa pentru înființarea unei școli pentru copii săraci și a mai multor biblioteci publice. Una dintre acele biblioteci, numită astăzi Biblioteca Chetham este considerată cea mai veche bibliotecă publică din spațiul vorbitor de limba engleză. În a doua jumătate a secolului al XVIII-lea pe continentele european și american, s-a răspândit un nou tip de biblioteci, bibliotecile cu subscripție (abonament), a căror activitate era finanțată din cotizațiile membrilor sau donații. Spre deosebire de bibliotecile publice accesul la aceste biblioteci era restricționat la membrii cotizanți. În schimbul unei taxe inițiale și apoi a unei taxe anuale membrii bibliotecii le erau furnizate bibliografii și aveau acces la cărți, hărți, instrumente științifice, colecții de fosile, minerale și monede. Unele din aceste biblioteci cu subscripție, precum Biblioteca Americană din Paris (în engleză "American Library in Paris"-1920), Biblioteca Londra (în engleză "London Library"-1841), Biblioteca Societății New York (în engleză "New York Society Library"-1754), Athenaeum Boston (în engleză "Boston Athenaeum"-1807) ori Biblioteca Atwater (în engleză "Atwater Library and Computer Centre", în franceză "Bibliothèque et centre d’informatique Atwater"-1828), funcționează și în zilele noastre. În această perioadă Biblioteca Regală de la El Escorial a fost prima care a pus în practică așezarea cărților pe rafturi de-a lungul pereților, renunțând la așezarea cărților, tipică evului mediu, pe rafturi dispuse perpendincular pe sursa de lumină iar vechea practică a legării cărților de pupitre a fost treptat abandonată. Răspîndirea tiparului a făcut ca o carte să fie disponibilă într-un număr mare de exemplare astfel prețul cărții a scăzut nemaifiind necesară legarea cărților. O bibliotecă cu mobilierul așezat de-a lungul pereților de la început, a fost Biblioteca Ambroziană din Milano. Construită între 1603-1609 de către cardinalul Federico Borromeo și denumită după Sfântul Ambrozie (în latină "Sanctus Ambrosius", în italiană "Sant'Ambrogio"), patronul orașului Milano, este una dintre cele mai vechi biblioteci publice, de la inaugurare colecțiile sale au fost accesbile publicului larg, tuturor doritorilor de studiu. Aranjarea cărților cu cotorul spre exteriorul rafturilor bibliotecilor, către cititori, se datorează bibliotecii organizate de istoricul, avocatul și bibliofilul Jacques Auguste de Thou (1553-1617). Unele biblioteci cu timpul au devenit atât de intinse încât au necesitat să fie organizate sistematic. O asemenea bibliotecă a fost cea a cardinalului Jules Mazarin (1602-1661) prim ministru al Franței în timpul regilor Ludovic al XIII-lea și Ludovic al XIV-lea. Biblioteca a fost organizată și administrată de către Gabriel Naudé (1600-1653), timp în care a ajuns de la 5.000 volume la 40.000 volume în 1648. Biblioteca Mazarin este cea mai veche bibliotecă publică din Franța, fiind deschisă în 1644 și este găzduită de Institutul Franței. Naudé a sintetizat cunoștințele dobândite cu ocazia organizării bibliotecii lui Mazarin sau a altor colecționari precum cardinalii Giovanni Francesco Guidi di Bagno și Francesco Barberini ori magistratul Henri de Mesme, în lucrarea „Advis pour dresser une bibliothèque” (Sfaturi pentru alcătuirea unei biblioteci) din 1627, considerată primul tratat modern de biblioteconomie. Ideile lui Naudé, de bibliotecă cu colecții sistematizate, care acopereau toate domeniile cunoașterii, accesibile tuturor doritorilor de informare și studiu, au fost preluate și dezvoltate de filozoful și matematicianul german Gottfried Wilhelm von Leibniz (1646-1717), care a conceput ideea unei organizații naționale bibliografice care să ofere acces facil cercetătorilor la tot ceea ce fusese scris pe temele cunoașterii umane. Lucrând ca bibliotecar la Biblioteca Ducele August (în germană "Herzog August Bibliothek") și consilier la curtea ducilor de Braunschweig und Lüneburg a conceput noi metode de catalogare a colecțiilor și un sistem de clasificare.
Bibliotecă regală de la Luvru (în franceză "Bibliothèque du Roi") a fost deschisă pentru public în 1692. Îmbogățită prin adăugarea bibliotecilor nobilimii și a clerului după Revoluția franceză iar mai târziu de cuceririle lui Napoleon I, a fost redenumită Biblioteca Națională a Franței, în septembrie 1792. Biblioteca fondată în 1658 de Frederic Wilhelm, elector de Brandenburg și duce de Prusia, ca Biblioteca Electorului (în germană "Churfürstliche Bibliothek zu Cölln an der Spree"), deschisă publicului în 1661. a devenit în 1701 Biblioteca Regală (în germană "Königliche Bibliothek"). Colecțiile de cărți, faună, floră și monede ale lui Hans Sloane, Robert Harley, Edward Harley, Robert Cotton împreună cu biblioteca regală a lui George al II-lea au reprezentat nucleul Bibliotecii Britanice (înființată în 1973 prin separarea de Muzeul Britanic), Muzeului Britanic și a Muzeului de Istorie Naturală din Londra. Mișcarea anticlericală din Europa de la sfârșitul secolului al XVIII și începutul secolului al XIX-lea a avut efecte și asupra bibliotecilor, pecetluind soarta unora. Bibliotecile manăstirești și bisericești au fost expropiate în Franța (1793), statele germane (1803) și Spania (1835). Ca urmare a acestor exproprieri, în Imperiul Austriac au fost fondate biblioteci de studiu (în germană "Studienbibliotheken") la Linz, Klagenfurt și Salzburg, bibliotecile universităților din Graz (în germană "Universitätsbibliothek Graz") și Innsbruck (în germană "Universitätsbibliothek Innsbruck") și-au mărit colecțiile, cele mai valoroase cărți mărind fondul Bibliotecii Curții Imperiale (în germană "Kaiserliche Hofbibliothek"), redenumită în 1920 Biblioteca Națională a Austriei (în germană "Österreichische Nationalbibliothek").
În secolul al XIX-lea, odată cu creșterea colecțiilor bibliotecilor, administrarea acestora a început să fie dificilă, fondurile bănești erau sporadice, dezvoltarea colecțiilor se făcea la întâmplare, catalogarea nu ținea pasul cu sporirea colecțiilor iar slujba de bibliotecar era considerată ca o activitate secundară, extraprofesională. O remarcabilă excepție, în acea perioadă, a constituit-o biblioteca Universității din Göttingen (în germană "Universitätsbibliothek Göttingen"), organizată după principiile lui Leibniz. Sub conducerea lui Johann Matthias Gesner și a lui Christian Gottlob Heyne fondul bibliotecii a crescut cantitativ și calitativ, s-au introdus metode inovatoare de catalogare, o politică de achiziții care acoperea cât mai multe din domeniile cunoșterii și era accesibilă unui spectru larg de utilizatori Anthony Panizzi (Antonio Genesio Maria Panizzi, 1797-1879)), director al Muzeului Britanic, a fost cel care a stabilit obiectivele care trebuie îndeplinite de o bibliotecă națională; a acordat importanța catalogării colecțiilor, prin stabilirea unui set de reguli pentru bibliotecarii catalogatori și a întrezărit potențialul bibliotecii în comunitate ca mijloc de informare și documentare. În Anglia ideile lui Panizzi privind crearea de biblioteci publice finanțate de către autoritățile publice locale s-au concretizat într-o lege din 1850. Practica înființării și susținerii financiare a bibliotecilor prin subsidii bugetare, acordate de la bugetul autorităților locale sau centrale a căpătat o largă acceptare în această perioadă. În România, în această perioadă, au fost fondate Biblioteca Universității din Iași (1862), Biblioteca Justiției din Palatul Administrativ din Iași, Biblioteca Seminarului de Socola (1862), Biblioteca Școlii Sf. Sava (1817, devenită în 1862 Biblioteca Centrală), Biblioteca Seminarului Central (1836), biblioteci școlare și biblioteci mânăstirești.
Rolul și funcțiile bibliotecilor, teoria și practica activității bibliotecarilor s-au modificat substanțial, în a doua jumătate a secolului al XX-lea, odată cu apariția și dezvoltarea noilor tehnologii informaționale. Până la sfârșitul secolului al XX-lea, accesul utilizatorilor la sisteme informatizate de prelucrare și diseminare a materialului de informare și de documentare a devenit o practică obișnuită. Pe lângă activitatea tradițională bibliotecile au început să ofere servicii informatizate precum bazele de date constituite din cataloage, cărți sau periodice în format electronic. Activitatea bibliotecarilor a cunoscut și ea o evoluție, îndreptată spre achiziția ori dobândirea de noi abilități și responsabilități în special în domeniul tehnologiei informației.

## Bibliologia
Bibliologia (în greacă biblon = carte; logos = vorbire, tratare; théke = dulap, loc de păstrare a cărților) numită și  bibliologie și știința informării este o fostă știință auxiliară a istoriei, în prezent, disciplină independentă, care se ocupă cu studiul cărții, cuprinzând istoria, tehnica alcătuirii și răspândirea cărții și de munca în bibliotecă. Bibliologia s-a consacrat ca știință la începutul secolului al XIX-lea, francezul Gabriel Peignot folosind pentru prima oară termenul de bibliologie. Prin bibliologie se înțelege „studiul metodic, științific a tot ceea ce privește scrisul de mână sau tipar, pe hârtie sau pe alt material, deci orice vehicul al gândirii prezentat mai adesea sub forma cărții, de la fabricarea și condițiile ei materiale și până la viața ei ca factor cultural, cu imensa ei influență asupra individului și a societății”.
Ramurile bibliologiei sunt:
- Istoria cărților și a bibliotecilor se ocupă de problemele legate de istoria scrisului, a materialului de scris, tiparul, ilustrarea cărților, precum și istoricul bibliotecilor și rolul lor în viața socială și culturală a popoarelor.[9]

- Bibliografia se ocupă cu descrierea, aprecierea, sistematizarea și răspândirea cărților spre a alcătui repertorii sau cataloage de cărți.[106][107] În a doua jumătate a secolului al XV-lea, după răspândirea tiparului și când s-au înmulțit publicațiile s-a simțit nevoia alcătuirii unor liste de cărți care au avut fie forma unor cataloage pentru vânzarea cărților (Messkataloge), fie aceea a unor bibliografii universale, în care erudiția și minuțiozitatea benedictrină își avea idealul în cantitatea de informații (Konrad Gesner, „Bibliotheca universalis sive Catalogus omnium”, Zürich, 1545-1555, prima lucrare bibliografică cu caracter general și Johann Cless, „Unius saeculi elenchus librorum”, Frankfurt, 1602).[9][108] Până în secolul al XIX-lea a predominat această tendință de a cuprinde totul, de a crea bibliografii exhaustive.[9][108] Din a doua jumătate a al XIX-lea publicațiile în diverse ramuri științifice au devenit extrem de numeroae, trecându-se la bibliografii speciale (Charles-Victor Langlois, „Manuel de bibliographie historique”, Paris, 1896).[9][109] De la mijlocul secolului al XIX-lea au apărut numeroase bibliografii naționale (Christian Gottlob Kayser, „Index Locupletissimus Librorum qui inde ab anno MCCCL usque ad annum MDCCCXXXII in Germania et in terris confibus prodierunt. Vollständiges Bücher-Lexicon – enthaltend alle von 1750 bis zu Ende des Jahres 1832 in Deutschland und in den angrenzenden Ländern gedruckten Bücher”, Leipzig, 1834-1911; Ioan Bianu, Nerva Hodoș, Dan Simonescu, „Bibliografia românească veche (1508-1830)”, București, 1903-1944 și Gabriel Ștrempel, Tamara Teodorescu, Rodica Fochi, Florența Sădeanu, Lucreția Angheluță, Eva-Maria Mari̦an, Salomeea Rotaru, Liana Miclescu, Marina Vazaca, „Bibliografia românească modernă (1831-1918)”, București, 1984-1996).[9] Din această perioadă și continuând în prezent bibliografiile s-au înmulțit atât de mult încât s-a simțit nevoia de liste pentru ele, adică de bibliografii de bibliografii (Julius Petzholdt, „Bibliotheca bibliographica”, Leipzig, 1866).[108]

- Biblioteconomia se ocupă de formarea, organizarea, catalogarea, clasificarea și funcționarea bibliotecilor, inclusiv completarea și organizarea fondului bibliotecilor și conservarea cărților.[110][111] Organizarea și funcționarea bibliotecilor au o însemnătate culturală și socială. Biblioteca dinamizează ideile, oferă eruditului materialul documentar necesar, iar publicului larg posibilitatea să se folosească de bunurile spirituale create. De aceea, biblioteconomia s-a dezvoltat ca ramură separată a bibliologiei, însă în legătură cu bibliografia.[112] Lucrarea „Advis pour dresser une bibliothèque” (Sfaturi pentru alcătuirea unei biblioteci) de Gabriel Naudé din 1627, a stabilit principiile biblioteconomiei moderne.[11] Termenul biblioteconomie a fost lansat de către Léopold Auguste Constantin Hesse (1779-1844), cel care sub pseudonimul L. A. Constantin, a publicat în 1839, lucrarea „Bibliothéconomie, instructions sur l'arrangement, la conservation et l'administration des bibliothèques,” (Biblioteconomie: instrucțiuni despre aranjarea, conservarea și administrarea bibliotecilor).[113][114]

- Bibliotecografia se ocupă cu descrierea bibliotecilor din punct de vedere istoric, statistic, al construcției, al instalațiilor și al îngrijirii localurilor lor.[9][115]

Bibliologia a fost introdusă ca materie de studiu universitar întâi la École des Chartes (1880) și apoi la Universitatea din Göttingen (1886). În România începutul învățământului bibliologic datează din anul 1925 când Alexandru Sadi-Ionescu a ținut un curs de biblioteconomie la Școala Superioară de Arhivistică și Paleografie din București. Un rol deosebit de important pentru dezvoltarea studiilor bibliologice în România l-a jucat Societatea Academică Română, înființată în 1867, societate devenită apoi Academia Română în 1879. S-au remarcat în domeniul bibliologiei, cu toate ramurile sale, din secolul XIX și până astăzi: Gheorghe Asachi (1788-1869), Ion Heliade-Rădulescu (1802-1872), Timotei Cipariu (1805-1887), George Barițiu (1812-1893), Mihail Ștefănescu-Melchisedec (1823-1892), Iacob Felix (1832-1905), Bogdan Petriceicu Hasdeu (1838-1907), August Treboniu Laurian (1810-1881), Alexandru Odobescu (1834-1895), Ioan Micu Moldovan (1833-1915), Constantin Erbiceanu (1838-1913), Ioan Bianu (1856-1935), Nerva Hodoș (1869-1913), Ilarie Chendi (1838-1913), Alexandru Sadi-Ionescu (1873-1926), Gheorghe Adamescu (1869-1942), Barbu Theodorescu (1905-1979), Nicolae Georgescu-Tistu (1894-1972), Corneliu Dima-Drăgan (1936-1986), Dan Simonescu (1902-1992), Octavian Șchiau (1930-2013) și Gabriel Ștrempel (1926-2020). De asemenea, Secția Bibliologică a Institutului Social Român, condus de către Dimitrie Gusti, a avut contribuții la dezvoltarea bibliologiei în România prin: Emanoil Bucuța (1887-1946), Sextil Pușcariu (1877-1945), Alexandru Tzigara-Samurcaș (1872-1952) și Dumitru S. Panaitescu (Perpessicius) (1891-1971).

## Tipuri de biblioteci
Bibliotecile pot fi clasificate după mai multe criterii:
1. după destinația lor
      1. biblioteci naționale
  2. biblioteci universitare
  3. biblioteci specializate
  4. biblioteci publice
  5. biblioteci școlare
2. după forma de constituire și administrare a patrimoniului
      1. biblioteci de drept public
  2. biblioteci de drept privat
3. după forma de organizare
      1. biblioteci cu personalitate juridică
  2. biblioteci fără personalitate juridică
4. după structura colecțiilor
      1. biblioteci enciclopedice
  2. biblioteci specializate
5. după gradul de acces la colecții și servicii
      1. biblioteci cu acces nelimitat
  2. biblioteci cu acces limitat

### Biblioteci naționale
Bibliotecile naționale sunt bibliotecile învestite cu achiziționarea și conservarea unui număr de exemplare din toate documentele importante editate în țară, care funcționează ca depozit legal. Acestea sunt fondate, de regulă, de către stat, și rar împrumută cărți, colecțiile lor incluzând lucrări rare, de mare valoare și de importanță deosebită. Publicul unei biblioteci naționale este întreaga națiune. Bibliotecile naționale sunt cele care au responsabilitatea publicării bibliografiilor naționale și au în subordine un centru național de informare bibliografică. Ceea ce diferențiază în primul rand, bibliotecile naționale de celălalte biblioteci este vasta mărime a colecțiilor, datorate misiunii de conservare a patrimoniului cultural național. Bibliotecile naționale cooperează prin intermediul Secțiunii Biblioteci Naționale din cadrul Federației Internaționale a Asociațiilor de Bibliotecari și Biblioteci (IFLA). Bibliotecile naționale europene, din țări membre ale Consiliului Europei, participă la portalul Biblioteca Europeană, care permite accesul la resursele a 48 de biblioteci naționale din Europa și un număr de alte tipuri de biblioteci.
Biblioteca Națională a României își are originea în Biblioteca Colegiului „Sfântul Sava” din București. Aceasta a fost deschisă în anul 1838, atunci când au fost catalogate aproximativ 1.000 de volume de carte franțuzească. După Unirea din 1859, aceasta a obținut statutul de bibliotecă națională, primind denumirea de Bibliotecă Națională și apoi Bibliotecă Centrală. În anul 1864, este denumită Biblioteca Centrală a Statului, denumire și statut păstrate până în anul 1901, când a fost desființată, iar colecțiile sale au fost transferate Bibliotecii Academiei Române. În anul 1955 a fost înființată Biblioteca Centrală de Stat, iar fostul fondul de carte al Biblioteci Centrale a Statului a revenit noii biblioteci. În 1962 Biblioteca Batthyaneum din Alba Iulia a devenit filială a Bibliotecii Centrale de Stat.  La începutul lunii ianuarie 1990, Biblioteca Centrală de Stat a devenit Biblioteca Națională a României. În anul 1990, Biblioteca Omnia din Craiova a devenit a doua filială a Bibliotecii Naționale a României. Biblioteca Națională a României, este o bibliotecă de drept public cu personalitate juridică, în subordinea Ministerului Culturii, fiind cea mai mare bibliotecă din România iar colecțiile sale cuprind circa 9.000.000 de volume cu caracter enciclopedic, organizate în fonduri curente - publicații românești și străine (cărți, ziare și reviste) - și fonduri ale colecțiilor speciale (bibliofilie, manuscrise, arhiva istorică, periodice românești vechi, stampe, fotografii, cartografie, audio-vizual). Potrivit art. 12 din Legea bibliotecilor nr. 334/2002, Biblioteca Națională a României îndeplinește următoarele funcții:
1. prezervă, conservă, cercetează, dezvoltă și pune în valoare documentele deținute în colecțiile sale
2. organizează Depozitul legal, potrivit legii
3. identifică, colecționează, conservă și comunică documentele care fac obiectul Depozitului legal, indiferent de conținutul și de anul apariției lor
4. identifică, colecționează, organizează, conservă și pune în valoare Fondul Romanica, alcătuit din tipărituri și alte categorii de documente apărute în străinătate, referitoare la România, la poporul român și cultura română, publicații ale autorilor români apărute în străinătate în orice limbă, publicații în limba română ale autorilor străini apărute în străinătate
5. organizează și gestionează Rezerva națională de publicații
6. în calitate de centru național de schimb realizează evidența centralizată și statistica schimburilor internaționale de publicații
7. în calitate de centru metodologic național, elaborează și emite instrucțiuni și norme metodologice pentru bibliotecile publice și realizează studii, cercetări și informări documentare în domeniul biblioteconomiei și în alte domenii ale culturii
8. în calitate de centru național de patologie și restaurare a documentelor, elaborează și emite, în conformitate cu normele internaționale în vigoare, norme și metodologii de conservare și de restaurare, de funcționare a laboratoarelor de restaurare din țară și acordă asistență de specialitate
9. coordonează proiectul de realizare a Catalogului colectiv național al publicațiilor românești și străine, precum și alte proiecte de interes național în domeniu
10. elaborează Bibliografia Națională a României pentru toate tipurile de documente
11. achiziționează cu prioritate, din țară și din străinătate, documente specifice de importanță deosebită pentru identitatea culturală și națională
12. coordonează realizarea Bibliotecii Virtuale Naționale

În subordinea Bibliotecii Naționale a României funcționează Oficiul Național Bibliografic și de Informatizare a Bibliotecilor, cu atribuții în domeniul controlul bibliografic; al elaborării Bibliografiei naționale curente; al gestionării Catalogului colectiv național al publicațiilor românești și străine; al atribuirii numărului internațional standard pentru cărți (ISBN), pentru publicații seriale (ISSN) și alte categorii de documente și a realizării catalogării înaintea publicării (CIP). Finanțarea Bibliotecii Naționale a României se realizează din venituri proprii și subvenții bugetare, acordate de la bugetul de stat, prin bugetul Ministerului Culturii.
Biblioteca Academiei Române, potrivit art. 15 din Legea bibliotecilor nr. 334/2002, este o bibliotecă de drept public cu personalitate juridică și statut de bibliotecă națională, care funcționează în subordinea Academiei Române. Înființată la 6 august 1867, un an dupa fondarea Societații Academice Române, misiunea Bibliotecii Academiei Române este de a colecta și conserva în colecțiile sale fondul național de manuscrise și tipărituri, ilustrând istoria și cultura românească, precum și istoria și civilizația universală. De asemenea, Biblioteca Academiei Române este biblioteca depozitară a publicațiilor ONU. Biblioteca Academiei Române nu este o bibliotecă de împrumut. În mod excepțional, se pot împrumuta publicații numai pe baza unei aprobări speciale. Biblioteca Academiei Române îndeplinește următoarele funcții:
1. colecționează, organizează și pune în valoare colecții naționale specifice
2. elaborează și editează Bibliografia națională retrospectivă pentru toate categoriile de documente
3. realizează schimbul internațional de publicații cu publicațiile Academiei Române
4. coordonează din punct de vedere metodologic activitatea celorlalte biblioteci din rețeaua Academiei Române
5. beneficiază de prevederile legii privind Depozitul legal
6. achiziționează cu prioritate, din țară și din străinătate, documente specifice de importanță deosebită pentru identitatea culturală și națională

### Biblioteci universitare
Bibliotecile universitare sunt biblioteci aflate prioritar în serviciul studenților, al cadrelor didactice și al cercetătorilor din universități și alte instituții de învățământ superior și de cercetare care, în anumite limite, pot funcționa și ca biblioteci publice. Acest tip de biblioteci au o misiune de orientare, studiu, cercetare și semnalare bibliografică și documentară, având un public deja specializat. Bibliotecile universitare s-au transformat în ultimele decenii, concentrându-se mai puțin pe dezvoltarea colecțiilor de documente fizice și mai mult pe achiziționarea de resurse digitale. Astfel, în prezent, bibliotecile universitare pe lângă colecțiile fizice, asigură accesul utilizatorilor la baze de date și colecții de cărți electronice, oferind spații pentru studiu și colaborare.
În România, potrivit art. 18 din Legea bibliotecilor nr. 334/2002, fac parte din categoria bibliotecilor universitare:
1. bibliotecile centrale universitare
2. bibliotecile instituțiilor de învățământ superior de stat sau privat

Bibliotecile centrale universitare sunt subordonate Ministerului Educației, fiind finanțate de către acesta, iar bibliotecile instituțiilor de învățământ superior de stat sau privat sunt subordonate senatelor acestor instituții și sunt finanțate din bugetul acestora.

### Biblioteci specializate
Bibliotecile specializate sunt biblioteci destinate în principal unei categorii de beneficiari sau colecționării, cu prioritate, a unor tipuri de documente ori pentru a răspunde unor necesități specifice. În funcție de specific și de utilizatorii săi, bibliotecile specializate pot funcționa și oferi servicii asemănătoare bibliotecilor universitare sau celor publice, dar cu anumite restricții mai ales privind accesul utilizatorilor la colecțiile lor. Bibliotecile specializate sunt concepute având un scop practic, cu activități și colecții gestionate atent și precis în privința dimensiunilor și a domeniului, chiar dacă uneori acestea pot fi de mari dimensiuni și cu o gamă largă de servicii. În România, potrivit art. 20 din Legea bibliotecilor nr. 334/2002, bibliotecile specializate sunt biblioteci de drept public sau privat, înființate și organizate de către instituțiile academice și de cercetare, autoritățile administrației publice centrale și locale, instituțiile publice, unitățile militare, agenții economici și celelalte persoane juridice de drept public sau privat. Acestea sunt finanțate de către autoritățile, instituțiile ori celelalte persoane juridice care le gestionează.

### Biblioteci publice

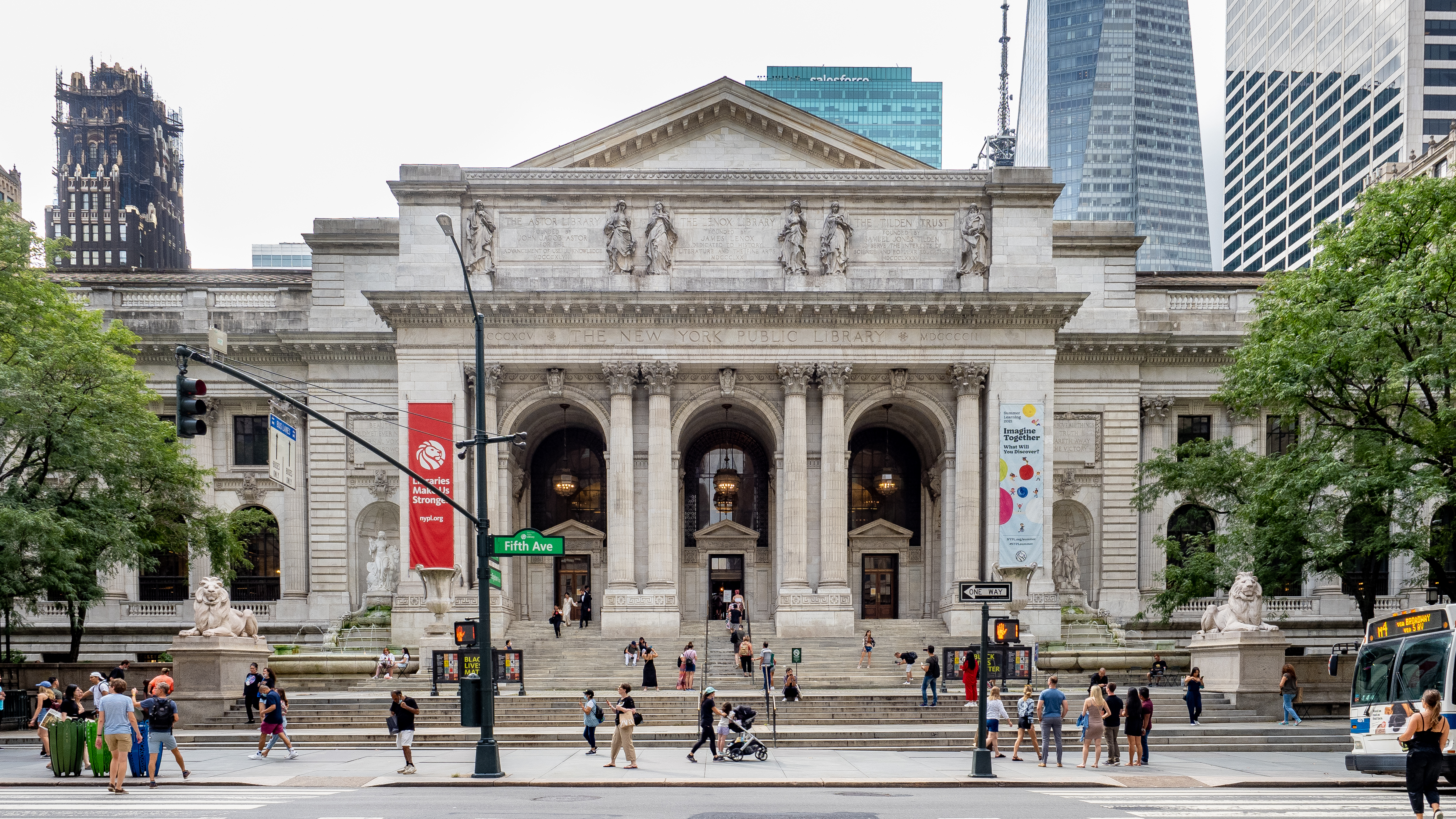
Biblioteca Publică din New York

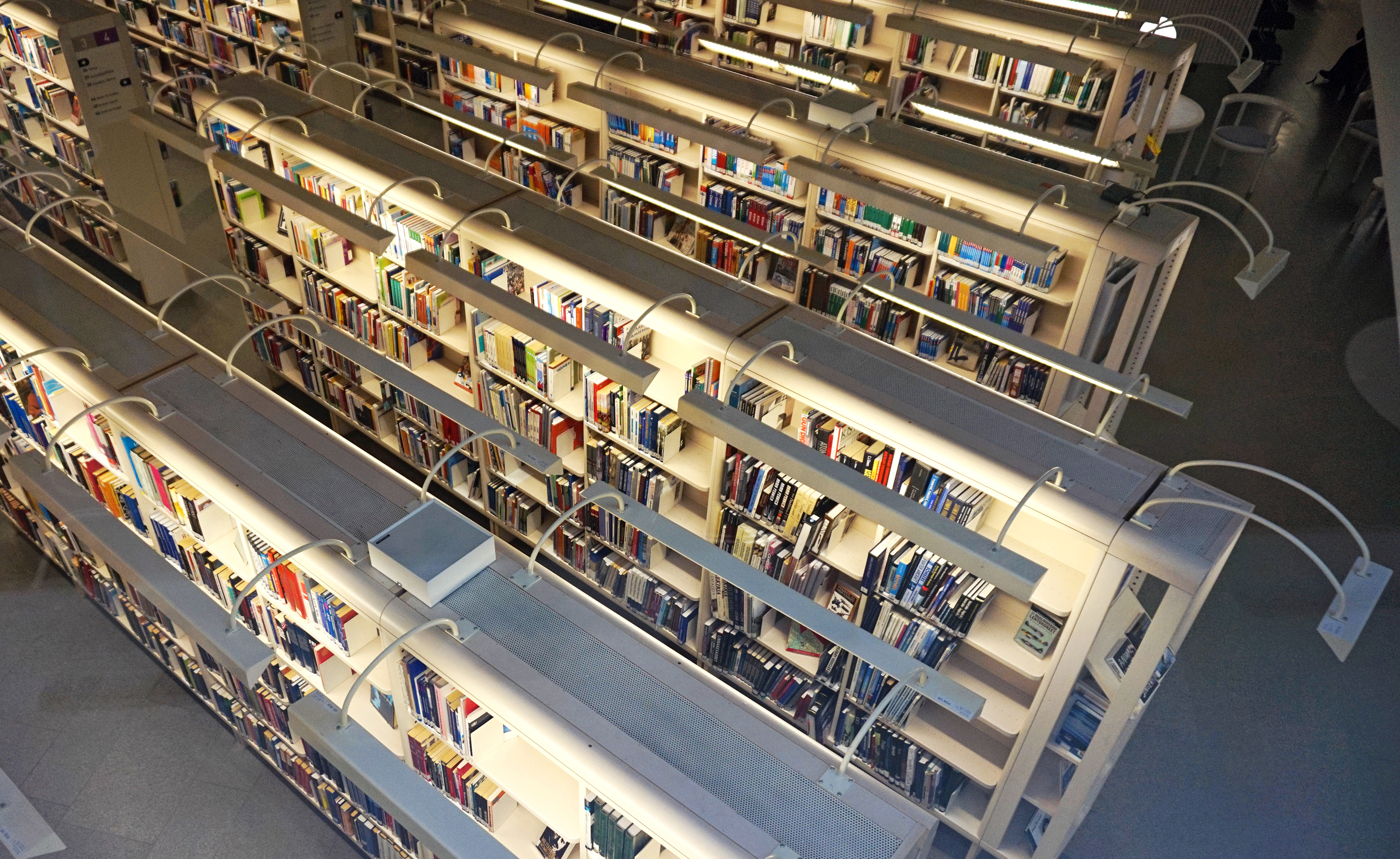
Biblioteca Publică din Tampere

Bibliotecile publice sunt bibliotecile de tip enciclopedic puse în slujba unor comunități. Accesul la colecțiile și bazele de date proprii ale acestor biblioteci este gratuit, dar pot oferi unele servicii, în anumite condiții, pe bază de tarife. O mare parte din colecțiile unei biblioteci publice sunt disponibile, membrilor comunității deservite, pe baza unui permis de cititor, pentru împrumut la domiciliu în condițiile și termenele prevăzute de regulamentul de funcționare a bibliotecii. Bibliotecile publice sunt finanțate de la bugetul comunității pe care o deservesc. Se disting față de bibliotecile universitare, specializate ori școlare prin scopul lor, acela de a deservi toți membrii unei comunități spre deosebire de o categorie restrânsă de utilizatori. În consecință, colecțiile bibliotecilor publice trebuie să acopere toate domeniile, toate subiectele, la toate nivelurile, adulți și copii, având grade de cultură diferite punând accentul pe noțiunea de formare permanentă, dar să aibă în vedere și nevoia publicului pentru destindere și distracție. Bibliotecile publice pe lângă rolul lor tipic, de a păstra și furniza documente din colecțiile sale, sunt în egală măsură centre de educație, de recreere și dialog, de inserție socială sau de formare.
În România, potrivit art. 22 din Legea bibliotecilor nr. 334/2002, bibliotecile poblice sunt biblioteci de drept public sau privat, destinate tuturor membrilor unei comunități locale ori zonale, care  asigură egalitatea accesului la informații și la documentele necesare informării, educației permanente și dezvoltării personalității utilizatorilor, fără deosebire de statut social sau economic, vârstă, sex, apartenență politică, religie ori naționalitate.
Din categoria bibliotecilor publice fac parte:
1. Biblioteca Metropolitană București
2. bibliotecile județene
3. bibliotecile municipale
4. bibliotecile orășenești
5. bibliotecile comunale

### Biblioteci școlare
Bibliotecile școlare sunt bibliotecile organizate în cadrul unor instituții de învățământ preuniversitar, care se află cu precădere în serviciul elevilor și al cadrelor didactice din instituția respectivă și care, în anumite limite, pot funcționa și ca biblioteci publice. Colecțiile bibliotecilor școlare nu sunt doar pentru educația, instruirea și destinderea elevilor ci și pentru a îmbunătății și extinde rolul și programa instituției de învățământ. Bibliotecile școlare există pentru a oferi o gamă largă de oportunități de învățare în grup sau individual, punându-se accent pe conținut educațional, alfabetizare informațională și elev. O bibliotecă școlară funcționează ca o oportunitate pentru învățători și profesori de a lucra cu bibliotecarii, servind și ca spațiu de învățare pentru elevi, a folosi computerele, a accesa în siguranță Internetul atât pentru școală cât și pentru a interacționa între ei, a folosi echipamente și materiale de cercetare și pentru a găzdui evenimente cum ar fi vizite ale scriitorilor și cluburi de carte.
În România, potrivit art. 36 din Legea bibliotecilor nr. 334/2002, fac parte din categoria bibliotecilor școlare:
1. bibliotecile caselor corpului didactic
2. bibliotecile școlare din unitățile de învățământ preșcolar, primar, gimnazial, liceal, postliceal și profesional și în cadrul altor structuri școlare

Bibliotecile școlare sunt parte integrantă a procesului de instruire, formare și educare. Finanțarea bibliotecilor școlare se realizează din subvenții bugetare, acordate din bugetul anual al instituțiilor de învățământ de stat în cadrul cărora funcționează.

### Biblioteci mobile

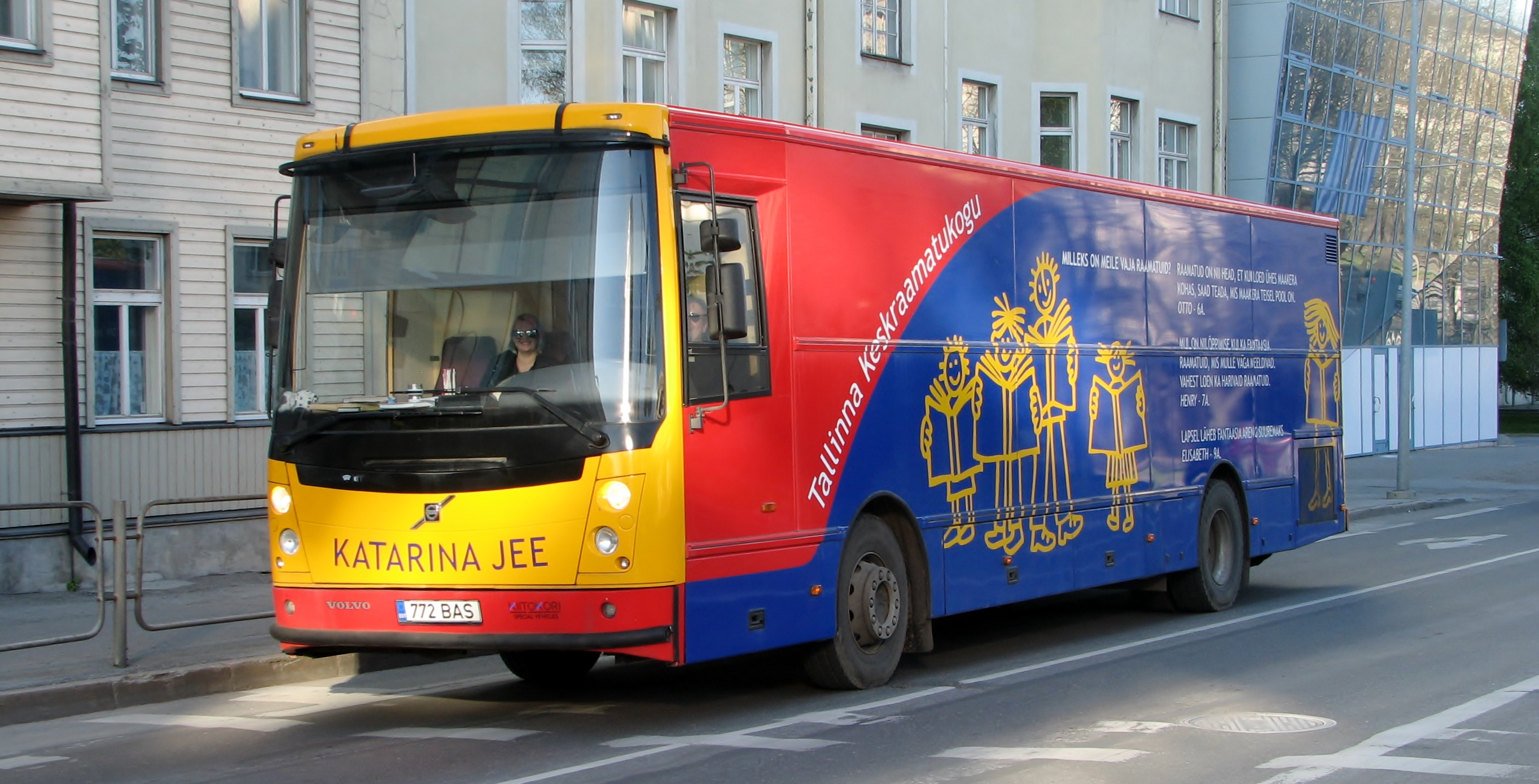
Bibliotecă mobilă

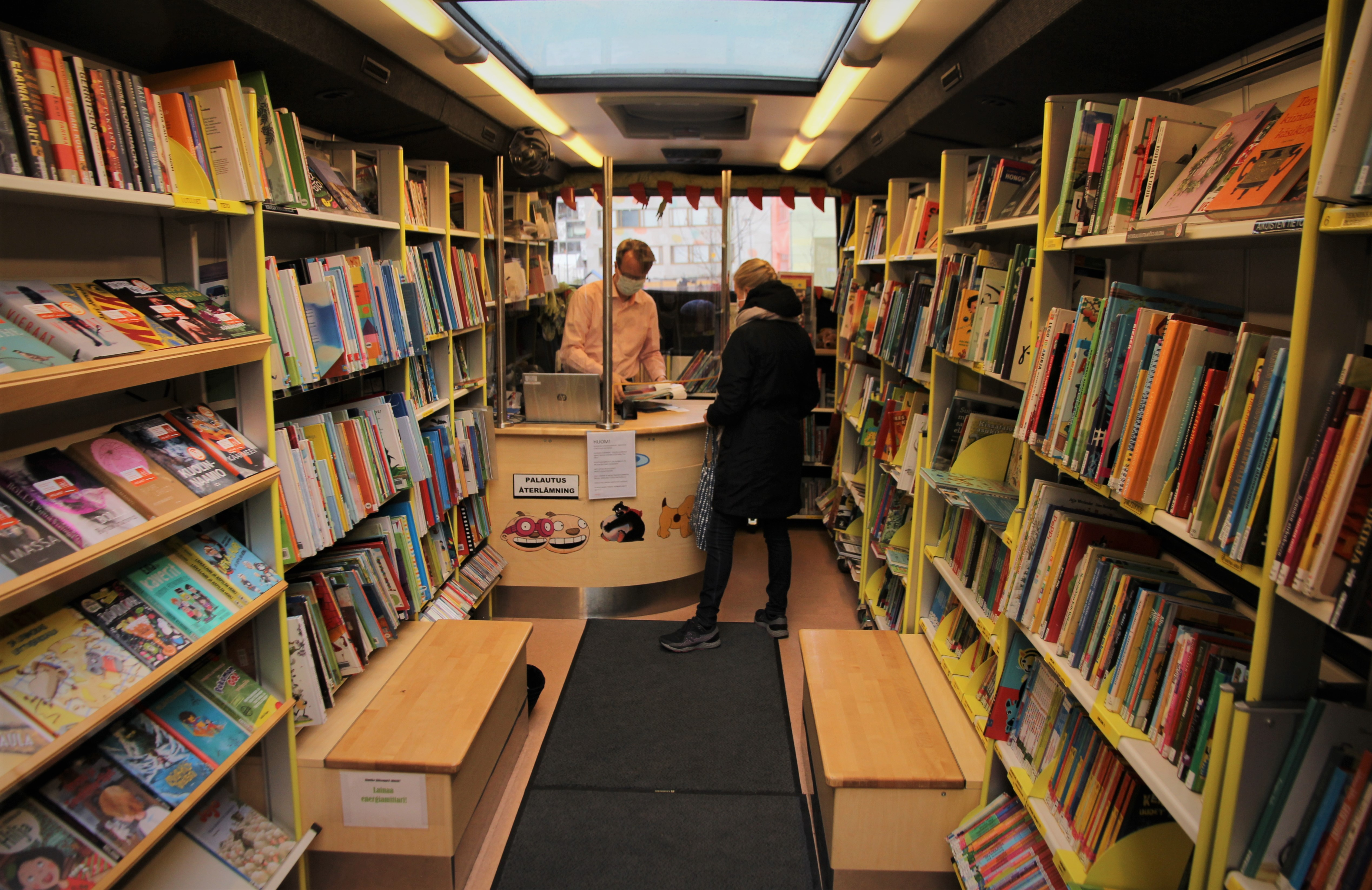
Interiorul unei biblioteci mobile

Bibliotecile mobile sunt vehicule echipate pentru a furniza servicii de bibliotecă în regiunile care sunt prea îndepărtate de acestea ori pentru a deservi cititorii defavorizați, precum și pe cei care nu pot veni la bibliotecă. Aceste servicii variază de la înscrierea cititorilor la activități organizate, inclusiv lectura și împrumutul de documente. Serviciile și documentele oferite de bibliotecile mobile pot fi adaptate în funcție de profilul cititorilor și zona geografică unde își desfășoară activitatea. de-a lungul timpului bibliotecile mobile au fost bazate pe diverse mijloace de transport, biciclete (în S.U.A.), autovehicule (în Spania, Germania, Estonia, Finlanda, S.U.A., România), trenuri (în Thailanda), ambarcațiuni (în India și Norvegia) precum și animale, cai, catâri, măgari (în Zimbabwe), cămile (în Kenya) ori elefanți (în Thailanda). Autovehiculele utilizate de bibliotecile mobile sunt, în general, mijloace de transport grele, care depășesc 3 tone, special concepute pe un șasiu furnizat de constructor și care pe rafturile amenajate în interior pot să fie păstrate între 1.500 și 4.000 volume. În ultimile decenii s-a înregistrat o scădere a bibliotecilor mobile în unele comunități, în parte din cauza preocupărilor financiare. Costurile combustibilului, în principal, au crescut periodic, obligând unele biblioteci să sisteze serviciile de bibliotecă mobilă. S-a considerat că bibliotecile publice și filialele lor servesc în mod adecvat nevoilor comunităților și că bibliotecile mobile și alte servicii de informare nu sunt la fel de necesare cum au fost cândva. Unele comunități consideră că există încă o nevoie certă de biblioteci mobile, este mai rentabil folosirea unei astfel de biblioteci decât construcția unei filiale noi și s-a demonstrat că un număr considerabil de cititori le utilizează, prin urmare se justifică costurile incluse.

### Biblioteci digitale
Bibliotecile digitale sunt biblioteci care conțin diverse materiale (obiecte), texte, imagini, înregistrări audio sau video, în format digital, care pot fi accesate prin rețea de la distanță. Colecțiile pot consta din conținut digitizat, cum ar fi tipărituri sau fotografii, precum și din conținut produs inițial digital, cum ar fi fișiere create de editoare de text, de procesoare de text sau de programe de tehnoredactare computerizată ori fișiere multimedia. Pe lângă stocarea conținutului, bibliotecile digitale oferă mijloace pentru organizarea, căutarea și preluarea acelui conținut. Factorii care influențează accesul la bibliotecile digitale sunt: conținutul bibliotecii, caracteristicile și nevoile de informații ale utilizatorilor, interfața digitală a bibliotecii, scopurile și obiectivele structurii organizatorice a bibliotecii și standardele și reglementările care guvernează utilizarea bibliotecii. Accesul pe termen lung la resursele bibliotecilor digitale ridică două probleme: defecțiunea media și învechirea formatului. În cazul defecțiunii media, un anumit articol digital este inutilizabil din cauza unei erori sau defect (de exemplu, un CD zgâriat). Învechirea formatului apare atunci când un format digital a fost înlocuit de o tehnologie mai nouă, astfel încât conținutul în format vechi sunt ilizibile și inutilizabile. Eforturile financiare și munca investită la crearea unor astfel de biblioteci sunt răsplătite printr-o serie de avantaje: accesul rapid utilizatorilor la o mare cantitate de documente dintr-un singur loc de lucru, fără deplasare fizică, accesul la bibliotecă al unui număr sporit de utilizatori, accesul simultan al mai multor utilizatori la același document, protejarea documentelor originale față de tratarea neglijentă sau răuvoitoare, posibilitate de creare a unei copii electronice de siguranță a întregii biblioteci.
Bibliotecile digitale constituite în cadrul bibliotecilor publice reprezintă dntr-o perspectivă concisă un instrument modern, rapid și accesibil de sprijinire a proceselor de studiu și documentare desfășurate cu ajutorul Internetului. Odată cu dezvoltarea bubliotecilor informatizate și crearea paginilor web a bibliotecilor, serviciile informatizate oferite de eceste instituții au suportat o consecventă activitate de perfecționare și diversificare. Rezultatul acestor schimbări se observă la nivelul clienților care beneficiază de serviciile de bibliotecă. Ei au acces direct și rapid la biblioteci digitale locale sau specializate (constituite în funcție de o anumită tematică sau disciplină de studiu). Constituirea bibliotecilor digitale este un proces îndelungat, în trepte, în funcție de criterii specifice. Stabilirea obiectivelor specifice strategiilor de creare de biblioteci digitale diferă de la o organizație bibliotecară la alta. Elementul comun derivă din nevoia acestor instituții de a se implica în procesele de educație desfășurate prin intermediul rețelelor de calculatoare. Prin intermediul unor softuri specializate se constitue biblioteci digitale cu caracter local, național și mondial, care pot fi accesate prin intermediul calculatoarelor și oferă celor interesați posibilitatea de a găsi și parcurge documente importante sau de extremă raritate, într-un format digital accesibil, în cadrul căruia informațiile pot fi regăsite rapid în funcție de mai multe criterii de căutare. Instruirea efectuată prin accesarea bibliotecilor digitale poate avea un caracter individual sau organizat, desfășurat în cadrul unor proiecte sau parteneriate cu structuri bine conturate.
Portalul Biblioteca Europeană, la care participă bibliotecile naționale europene, din țări membre ale Consiliului Europei, permite accesul la resursele a 48 de biblioteci naționale din Europa și un număr de alte tipuri de biblioteci. Oferă înregistrări de metadate, precum și obiecte digitale, în mare parte gratuite. Obiectele variază de la înregistrări bibliografice la cărți, reviste, jurnale și înregistrări audio. Peste 200 de milioane de înregistrări sunt puse la dispoziția utilizatorilor, inclusiv 26 milioane de obiecte digitale și peste 168 milioane înregistrări bibliografice. în treizeci și cinci de limbi. Europeana este un portal care funcționează ca o interfață către milioane de cărți, picturi, filme, obiecte de muzeu și înregistrări din arhive care au fost digitizate de peste 3.700 de instituții din Europa, care au contribuit la proiect. Portalul Europeana oferă acces la diferite tipuri de conținut din diverse instituții deținătoare de obiecte de patrimoniu, precum bibliotecile, muzeele ori arhivele. Obiectele digitale pe care utlizatorii le pot găsi în Europeana nu sunt stocate pe un calculator central, ci rămân în cadrul instituțiilor culturale, pe propriile rețele. Europeana doar colectează informații contextuale sau metadate despre obiectele respective, inclusiv o imagine a acestora. Biblioteca Europeană a oferit un mare sprijin pentru organizarea și lansarea portalului Europeana.
În România, exemple de biblioteci digitale sunt: Biblioteca Digitală Națională (alcătuită din colecții digitale create prin digitizarea unor documente aflate în colecțiile speciale ale Bibliotecii Naționale a României, organizate după tematici sau după evenimente), Biblioteca Digitală a Bucureștilor (prin intermediul Bibliotecii Digitale a Bucureștilor, Biblioteca Metropolitană București oferă acces la documente digitizate de tip text, imagine, audio sau video, copii digitale fidele ale documentelor aflate atât în patrimoniul propriu cât și al altor instituții deținătoare de fonduri de patrimoniu, Biblioteca Academiei Române, Institutului de Istorie „Nicolae Iorga” al Academiei Române, Muzeul Literaturii Române), Biblioteca Digitală a Publicațiilor Culturale a Institutul Național al Patrimoniului din București, Medievalia – Texte fundamentale ale culturii române medievale, Biblioteca Digitală a BCU „Mihai Eminescu” din Iași, Biblioteca Digitală a BCU „Lucian Blaga” din Cluj-Napoca și Biblioteca Digitală pe Mobil.
În ultimii ani, în literatura de specialitate s-a încercat impunerea unor concepte care să diferențieze structurile virtuale, care pun la dispoziție exclusiv colecții de informații pe suport digital, accesibile de la distanță, de bibliotecile tradiționale care pun la dispoziție accesul la asemenea colecții, precum și la alte resurse și servicii care utilizează mediul digital. Astfel, este necesar operarea distincției între biblioteca automatizată, biblioteca hibridă și biblioteca digitală. Se consideră că biblioteca automatizată este biblioteca în care poate fi întâlnit un amestec de resurse pe suport de hârtie (documente tradiționale), resurse pe suport digital (CD, DVD) și metainformații care trimit la medii non-digitale (informațiile bibliografice dintr-un catalog online). Într-o bibliotecă hibridă, sursele primare tipărite coexistă cu cele digitale, iar sursele digitale de metainformații sunt folosite în paralel cu cele tipărite; acest tip de bibliotecă permite accesul la distanță la un subset al colecției digitale a bibliotecii (colecții digitizate) sau la resurse digitale externe (surse de informare disponibile în Internet).

### Biblioteci private

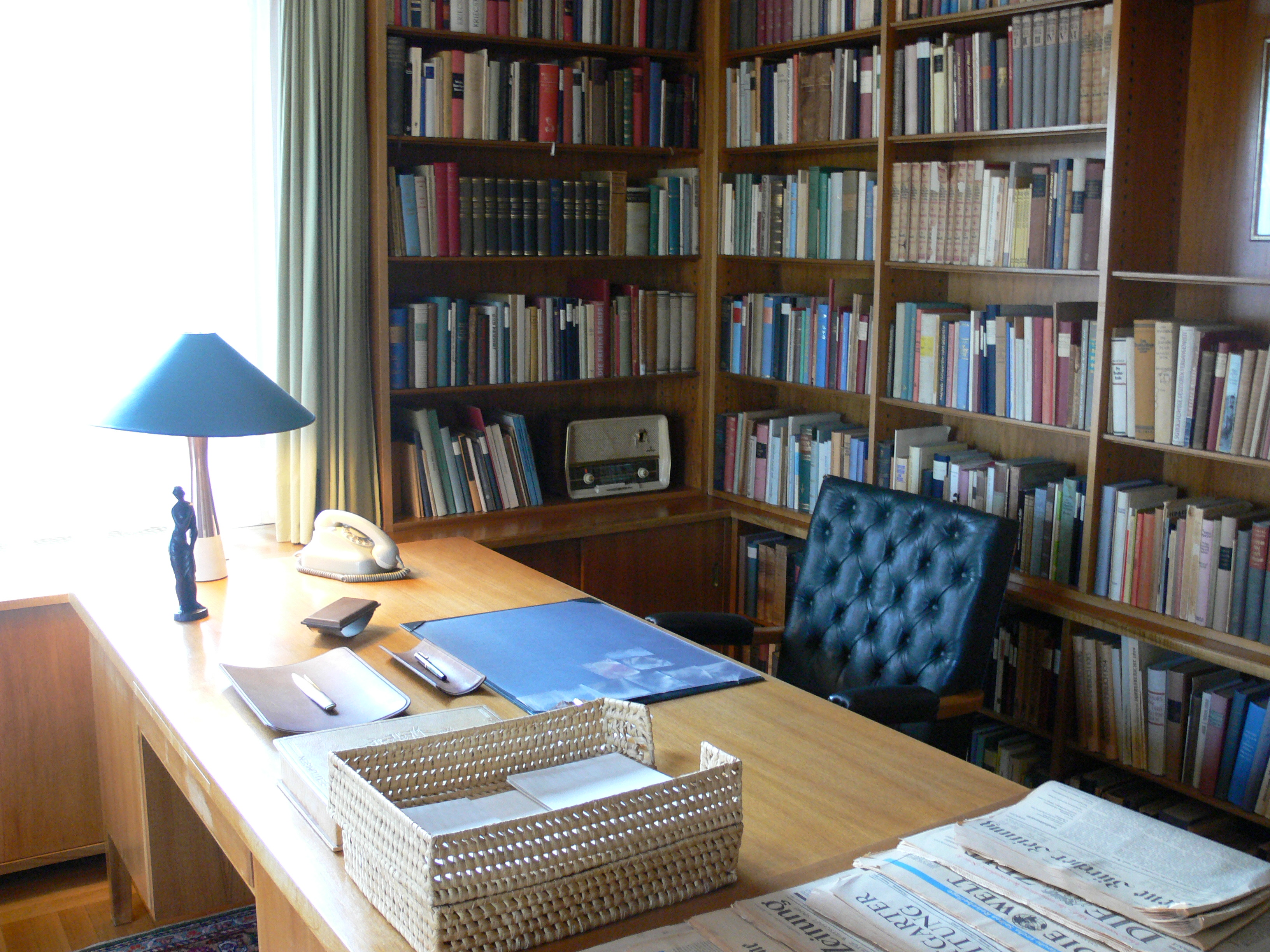
Bibliotecă privată

Bibliotecile private sunt bibliotecile deținute de persoane fizice ale căror colecții sunt variate, în funcție de domeniul de interes al proprietarului. Aceste biblioteci sunt destinate utilizării de către o persoană ori un număr mic de oameni. Colecționarii privați sunt adesea capabili să colecteze în profunzime documente pe un anumit subiect într-un grad de obicei imposibil pentru o instituție publică. Cunoscând distribuitorii de carte și alți bibliofili ei pot primi anticipat informații despre noutățile editoriale și pot acorda o atenție deosebită stării cărților pe care le cumpără. În aceste moduri, ei îmbogãțesc foarte mult suma cunoștințelor bibliografice, mai ales dacă își pun colecțiile la dispoziția cercetătorilor. În anumite circumstanțe, bibliotecile private pot fi deschise publicului cu permisiunea proprietarului. Cele mai cunoscute biblioteci private sunt bibliotecile unor erudiți și bibliofili, cum ar fi de exemplu biblioteca privată a poetului german Johann Wolfgang von Goethe (1749–1832), care, cu 5.424 de titluri în aproximativ 7.000 de volume, se află în casa sa din Weimar, acum parte a Muzeului Național Goethe. Un exemplu de biblioteca privată contemporană este cea a scriitorului italian Umberto Eco (1932–2016) de aproximativ 50.000 de cărți, care se află la reședința sa principală și la diferite reședințe secundare. Deseori colecții particulare au constituit punctul de pornire a unor biblioteci naționale sau publice. Au fost constituite în acest mod Biblioteca Marciană prin donația cardinalul grec Bessarion (Visarion) din 1468, Biblioteca Chetham prin donația comerciantului Humphrey Chetham din 1653 și Biblioteca Națională a Franței pornind de la Bibliotecă regală de la Luvru îmbogățită prin adăugarea bibliotecilor nobilimii și a clerului după Revoluția franceză iar mai târziu de cuceririle lui Napoleon I Un caz asemănător s-a petrecut în S.U.A, când pentru a compensa colecția pierdută în incendiul din timpul Războiului din 1812. Biblioteca Congresului a cumpărat colecția lui Thomas Jefferson care conținea între 9.000 și 10.000 de cărți. În România, un exemplu de bibliotecă privată este aceea a regelui Ferdinand I, astăzi parte a Muzeului Național Cotroceni.

### Sistemul național de biblioteci din România
În România, potrivit art. 9 din Legea bibliotecilor nr. 334/2002, totalitatea bibliotecilor de drept public și a bibliotecilor de drept privat care au activități specifice celor de drept public constitue Sistemul național de biblioteci. Sistemul național de biblioteci este parte integrantă a sistemului informațional național, având ca obiectiv realizarea unitară a activităților specifice și dezvoltarea serviciilor de lectură publică.
Sistemul național de biblioteci este alcătuit din:
1. Biblioteca Națională a României
2. Biblioteca Academiei Române
3. biblioteci universitare
4. biblioteci specializate
5. biblioteci publice
6. biblioteci școlare

Informațiile din lista de mai jos sunt preluate de pe pagina web a Bibliotecii Naționale a României. În fapt situația paote fi diferită datorită, în principal, condițiilor socio-economice.
| Alba Arad Argeș Bacău Bihor Bistrița-Năsăud Botoșani Brașov Brăila București · și Ilfov Buzău Caraș-Severin Călărași Cluj Constanța Covasna Dâmbovița Dolj Galați Giurgiu Gorj Harghita Hunedoara Ialomița Iași Maramureș Mehedinți Mureș Neamț Olt Prahova Satu Mare Sălaj Sibiu Suceava Teleorman Timiș Tulcea Vaslui Vâlcea Vrancea |

| # \| Județ \| B. județene \| B. specializate \| B. universitare \| B. municipale \| B. orășenești \| B. comunale \| B. școlare \| Total |                    |   |    |    |   |    |    |    |     |
| \| 1 \| Dolj \| 1 \| 2 \| 2 \| 2 \| 4 \| 93 \| 79 \| 183 \| \| 2 \| București și Ilfov \| 1 \| 67 \| 18 \| - \| 5 \| 14 \| 73 \| 178 \| \| 3 \| Iași \| 1 \| 6 \| 5 \| 1 \| 3 \| 86 \| 56 \| 158 \| \| 4 \| Alba \| 1 \| 2 \| - \| 3 \| 6 \| 66 \| 62 \| 140 \| \| 5 \| Suceava \| 1 \| 4 \| 1 \| 4 \| 11 \| 97 \| 17 \| 135 \| \| 6 \| Cluj \| 1 \| 6 \| 6 \| 4 \| 1 \| 74 \| 38 \| 130 \| \| 7 \| Maramureș \| 1 \| 4 \| 1 \| 1 \| 11 \| 59 \| 45 \| 122 \| \| 8 \| Mureș \| 1 \| 2 \| 1 \| 1 \| - \| 70 \| 42 \| 117 \| \| 9 \| Olt \| 1 \| - \| - \| 1 \| 6 \| 99 \| 8 \| 113 \| \| 10 \| Arad \| 1 \| - \| 2 \| - \| 9 \| 63 \| 39 \| 114 \| \| 11 \| Buzău \| 1 \| 1 \| - \| 1 \| 3 \| 82 \| 24 \| 112 \| \| 12 \| Dâmbovița \| 1 \| - \| 1 \| 1 \| 5 \| 70 \| 33 \| 111 \| \| 13 \| Neamț \| 1 \| 1 \| - \| 1 \| 3 \| 77 \| 28 \| 111 \| \| 14 \| Argeș \| 1 \| 2 \| 1 \| 2 \| 4 \| 95 \| 5 \| 110 \| \| 15 \| Sălaj \| 1 \| 1 \| - \| - \| 3 \| 57 \| 48 \| 110 \| \| 16 \| Teleorman \| 1 \| - \| - \| 1 \| 1 \| 88 \| 18 \| 109 \| \| 17 \| Vaslui \| 1 \| - \| - \| 2 \| 2 \| 77 \| 23 \| 105 \| \| 18 \| Bistrița-Năsăud \| 1 \| 1 \| - \| - \| 3 \| 55 \| 42 \| 102 \| \| 19 \| Bihor \| 1 \| 1 \| 1 \| 3 \| 6 \| 53 \| 36 \| 101 \| \| 20 \| Galați \| 1 \| 2 \| 2 \| 1 \| 2 \| 58 \| 35 \| 101 \| \| 21 \| Timiș \| 1 \| 1 \| 4 \| 1 \| 8 \| 74 \| 11 \| 100 \| \| 22 \| Vâlcea \| 1 \| 3 \| 1 \| 1 \| 9 \| 75 \| 10 \| 100 \| \| 23 \| Bacău \| 1 \| 1 \| 2 \| 2 \| 5 \| 77 \| 10 \| 98 \| \| 24 \| Prahova \| 1 \| 3 \| 1 \| 1 \| 12 \| 58 \| 21 \| 97 \| \| 25 \| Ialomița \| 1 \| 1 \| - \| 2 \| 4 \| 50 \| 36 \| 91 \| \| 26 \| Satu Mare \| 1 \| 1 \| - \| 1 \| 3 \| 55 \| 30 \| 91 \| \| 27 \| Hunedoara \| 1 \| 1 \| 1 \| 5 \| 6 \| 53 \| 22 \| 89 \| \| 28 \| Tulcea \| 1 \| 1 \| - \| - \| 3 \| 44 \| 18 \| 88 \| \| 29 \| Constanța \| 1 \| 4 \| 2 \| 2 \| 8 \| 50 \| 14 \| 81 \| \| 30 \| Brașov \| 1 \| 1 \| 1 \| 3 \| 6 \| 45 \| 26 \| 80 \| \| 31 \| Giurgiu \| 1 \| 1 \| - \| - \| 2 \| 45 \| 30 \| 79 \| \| 32 \| Mehedinți \| 1 \| - \| - \| 1 \| 3 \| 58 \| 15 \| 78 \| \| 33 \| Vrancea \| 1 \| - \| - \| 1 \| 3 \| 59 \| 14 \| 78 \| \| 34 \| Botoșani \| 1 \| - \| - \| 1 \| 5 \| 59 \| 9 \| 75 \| \| 35 \| Sibiu \| 1 \| 5 \| 1 \| 1 \| 8 \| 49 \| 8 \| 73 \| \| 36 \| Călărași \| 1 \| - \| - \| 1 \| 3 \| 47 \| 17 \| 69 \| \| 37 \| Gorj \| 1 \| - \| - \| 1 \| 7 \| 49 \| 9 \| 67 \| \| 38 \| Harghita \| 1 \| - \| - \| 3 \| 5 \| 50 \| 7 \| 66 \| \| 39 \| Caraș-Severin \| 1 \| 1 \| - \| 1 \| 6 \| 42 \| 14 \| 65 \| \| 40 \| Brăila \| 1 \| 1 \| - \| - \| 3 \| 41 \| 7 \| 53 \| \| 41 \| Covasna \| 1 \| 1 \| - \| - \| 4 \| 35 \| 6 \| 47 \| |                    |   |    |    |   |    |    |    |     |
| |                    |   |    |    |   |    |    |    |     |
| 1 | Dolj               | 1 | 2  | 2  | 2 | 4  | 93 | 79 | 183 |
| 2 | București și Ilfov | 1 | 67 | 18 | - | 5  | 14 | 73 | 178 |
| 3 | Iași               | 1 | 6  | 5  | 1 | 3  | 86 | 56 | 158 |
| 4 | Alba               | 1 | 2  | -  | 3 | 6  | 66 | 62 | 140 |
| 5 | Suceava            | 1 | 4  | 1  | 4 | 11 | 97 | 17 | 135 |
| 6 | Cluj               | 1 | 6  | 6  | 4 | 1  | 74 | 38 | 130 |
| 7 | Maramureș          | 1 | 4  | 1  | 1 | 11 | 59 | 45 | 122 |
| 8 | Mureș              | 1 | 2  | 1  | 1 | -  | 70 | 42 | 117 |
| 9 | Olt                | 1 | -  | -  | 1 | 6  | 99 | 8  | 113 |
| 10 | Arad               | 1 | -  | 2  | - | 9  | 63 | 39 | 114 |
| 11 | Buzău              | 1 | 1  | -  | 1 | 3  | 82 | 24 | 112 |
| 12 | Dâmbovița          | 1 | -  | 1  | 1 | 5  | 70 | 33 | 111 |
| 13 | Neamț              | 1 | 1  | -  | 1 | 3  | 77 | 28 | 111 |
| 14 | Argeș              | 1 | 2  | 1  | 2 | 4  | 95 | 5  | 110 |
| 15 | Sălaj              | 1 | 1  | -  | - | 3  | 57 | 48 | 110 |
| 16 | Teleorman          | 1 | -  | -  | 1 | 1  | 88 | 18 | 109 |
| 17 | Vaslui             | 1 | -  | -  | 2 | 2  | 77 | 23 | 105 |
| 18 | Bistrița-Năsăud    | 1 | 1  | -  | - | 3  | 55 | 42 | 102 |
| 19 | Bihor              | 1 | 1  | 1  | 3 | 6  | 53 | 36 | 101 |
| 20 | Galați             | 1 | 2  | 2  | 1 | 2  | 58 | 35 | 101 |
| 21 | Timiș              | 1 | 1  | 4  | 1 | 8  | 74 | 11 | 100 |
| 22 | Vâlcea             | 1 | 3  | 1  | 1 | 9  | 75 | 10 | 100 |
| 23 | Bacău              | 1 | 1  | 2  | 2 | 5  | 77 | 10 | 98  |
| 24 | Prahova            | 1 | 3  | 1  | 1 | 12 | 58 | 21 | 97  |
| 25 | Ialomița           | 1 | 1  | -  | 2 | 4  | 50 | 36 | 91  |
| 26 | Satu Mare          | 1 | 1  | -  | 1 | 3  | 55 | 30 | 91  |
| 27 | Hunedoara          | 1 | 1  | 1  | 5 | 6  | 53 | 22 | 89  |
| 28 | Tulcea             | 1 | 1  | -  | - | 3  | 44 | 18 | 88  |
| 29 | Constanța          | 1 | 4  | 2  | 2 | 8  | 50 | 14 | 81  |
| 30 | Brașov             | 1 | 1  | 1  | 3 | 6  | 45 | 26 | 80  |
| 31 | Giurgiu            | 1 | 1  | -  | - | 2  | 45 | 30 | 79  |
| 32 | Mehedinți          | 1 | -  | -  | 1 | 3  | 58 | 15 | 78  |
| 33 | Vrancea            | 1 | -  | -  | 1 | 3  | 59 | 14 | 78  |
| 34 | Botoșani           | 1 | -  | -  | 1 | 5  | 59 | 9  | 75  |
| 35 | Sibiu              | 1 | 5  | 1  | 1 | 8  | 49 | 8  | 73  |
| 36 | Călărași           | 1 | -  | -  | 1 | 3  | 47 | 17 | 69  |
| 37 | Gorj               | 1 | -  | -  | 1 | 7  | 49 | 9  | 67  |
| 38 | Harghita           | 1 | -  | -  | 3 | 5  | 50 | 7  | 66  |
| 39 | Caraș-Severin      | 1 | 1  | -  | 1 | 6  | 42 | 14 | 65  |
| 40 | Brăila             | 1 | 1  | -  | - | 3  | 41 | 7  | 53  |
| 41 | Covasna            | 1 | 1  | -  | - | 4  | 35 | 6  | 47  |

| 1  | Dolj               | 1 | 2  | 2  | 2 | 4  | 93 | 79 | 183 |
| 2  | București și Ilfov | 1 | 67 | 18 | - | 5  | 14 | 73 | 178 |
| 3  | Iași               | 1 | 6  | 5  | 1 | 3  | 86 | 56 | 158 |
| 4  | Alba               | 1 | 2  | -  | 3 | 6  | 66 | 62 | 140 |
| 5  | Suceava            | 1 | 4  | 1  | 4 | 11 | 97 | 17 | 135 |
| 6  | Cluj               | 1 | 6  | 6  | 4 | 1  | 74 | 38 | 130 |
| 7  | Maramureș          | 1 | 4  | 1  | 1 | 11 | 59 | 45 | 122 |
| 8  | Mureș              | 1 | 2  | 1  | 1 | -  | 70 | 42 | 117 |
| 9  | Olt                | 1 | -  | -  | 1 | 6  | 99 | 8  | 113 |
| 10 | Arad               | 1 | -  | 2  | - | 9  | 63 | 39 | 114 |
| 11 | Buzău              | 1 | 1  | -  | 1 | 3  | 82 | 24 | 112 |
| 12 | Dâmbovița          | 1 | -  | 1  | 1 | 5  | 70 | 33 | 111 |
| 13 | Neamț              | 1 | 1  | -  | 1 | 3  | 77 | 28 | 111 |
| 14 | Argeș              | 1 | 2  | 1  | 2 | 4  | 95 | 5  | 110 |
| 15 | Sălaj              | 1 | 1  | -  | - | 3  | 57 | 48 | 110 |
| 16 | Teleorman          | 1 | -  | -  | 1 | 1  | 88 | 18 | 109 |
| 17 | Vaslui             | 1 | -  | -  | 2 | 2  | 77 | 23 | 105 |
| 18 | Bistrița-Năsăud    | 1 | 1  | -  | - | 3  | 55 | 42 | 102 |
| 19 | Bihor              | 1 | 1  | 1  | 3 | 6  | 53 | 36 | 101 |
| 20 | Galați             | 1 | 2  | 2  | 1 | 2  | 58 | 35 | 101 |
| 21 | Timiș              | 1 | 1  | 4  | 1 | 8  | 74 | 11 | 100 |
| 22 | Vâlcea             | 1 | 3  | 1  | 1 | 9  | 75 | 10 | 100 |
| 23 | Bacău              | 1 | 1  | 2  | 2 | 5  | 77 | 10 | 98  |
| 24 | Prahova            | 1 | 3  | 1  | 1 | 12 | 58 | 21 | 97  |
| 25 | Ialomița           | 1 | 1  | -  | 2 | 4  | 50 | 36 | 91  |
| 26 | Satu Mare          | 1 | 1  | -  | 1 | 3  | 55 | 30 | 91  |
| 27 | Hunedoara          | 1 | 1  | 1  | 5 | 6  | 53 | 22 | 89  |
| 28 | Tulcea             | 1 | 1  | -  | - | 3  | 44 | 18 | 88  |
| 29 | Constanța          | 1 | 4  | 2  | 2 | 8  | 50 | 14 | 81  |
| 30 | Brașov             | 1 | 1  | 1  | 3 | 6  | 45 | 26 | 80  |
| 31 | Giurgiu            | 1 | 1  | -  | - | 2  | 45 | 30 | 79  |
| 32 | Mehedinți          | 1 | -  | -  | 1 | 3  | 58 | 15 | 78  |
| 33 | Vrancea            | 1 | -  | -  | 1 | 3  | 59 | 14 | 78  |
| 34 | Botoșani           | 1 | -  | -  | 1 | 5  | 59 | 9  | 75  |
| 35 | Sibiu              | 1 | 5  | 1  | 1 | 8  | 49 | 8  | 73  |
| 36 | Călărași           | 1 | -  | -  | 1 | 3  | 47 | 17 | 69  |
| 37 | Gorj               | 1 | -  | -  | 1 | 7  | 49 | 9  | 67  |
| 38 | Harghita           | 1 | -  | -  | 3 | 5  | 50 | 7  | 66  |
| 39 | Caraș-Severin      | 1 | 1  | -  | 1 | 6  | 42 | 14 | 65  |
| 40 | Brăila             | 1 | 1  | -  | - | 3  | 41 | 7  | 53  |
| 41 | Covasna            | 1 | 1  | -  | - | 4  | 35 | 6  | 47  |

## Activitate
Bibliotecile sunt instituții care își desfășoară activitatea în spațiul cultural. oferta de servicii promovate de acestea având un grad ridicat de accesabilitate și vizează un număr mare de beneficiari. Utlizatorii bibliotecii doresc tratament diferențiat în funcție de vârstă, etnie, nivel de educație, pregătire profesională, statut social, nivel de sănătate, interese specifice de lectură, studiu și documentare. În perioada de început, biblioteca avea doar rolul de a pãstra și conserva cartea sau documentul. Pe parcursul timpului biblioteca își îmbogãțește și își amplificã rolul și funcțiile, devenind focarul de culturã și informare a utilizatorilor cu ceea ce apare nou în diferite domenii de activitate. Se pune accent tot mai mare pe relația dintre bibliotecã și utilizator, întrucât una din funcțiile bibliotecii este satisfacerea necesitãților acestora și atragerea lor în aceste instituții. Biblioteca a devenit parte indispensabilã în societate, prin documentele pe care le pune la dispoziția utilizatorilor, mai precis prin informațiile pe care le poate oferi acestora în activitatea de cercetare, documentare, instruire și informare. Biblioteca asigură accesul fizic (accesul cititorilor la documentele aflate în depozite) și electronic (accesul cititorilor la resurse electronice, cataloage online și biblioteci digitale) la un amplu și variat sistem de informații și date. Biblioteca are în zilele noastre un rol deosebit în cadrul societății, fiind în egală măsură centru de cultură și educație, de învățare și cercetare, de recreere și dialog, de inserție socială, de informare, de formare sau de pregătire. Serviciile oferite de către biblioteci sunt: servicii privind dezvoltarea colecțiilor de bibliotecă, servicii de organizare si catalogare a fondului de documente și informații gestionate de bibliotecă, servicii de informare bibliografică în format tradițional sau automatizat, servicii de comunicare a colecțiilor, servicii de interes cultural și de ocupare a timpului liber, servicii cu caracter educațional, servicii de interes comunitar și servicii destinate clienților care necesită asistență specială.

### Dezvoltarea colecțiilor
O bibliotecã trebuie sã ofere utilizatorilor o multitudine de documente utile satisfacerii nevoilor de studiu, relaxare, ori pentru înțelegerea autonomã a dezbaterilor publice, a actualitãții, a problemelor de ordin istoric, filozofic, științific sau din alte domenii. În România colecțiile bibliotecilor se constituie și se dezvoltă prin transfer, schimb interbibliotecar național și internațional, donații, legate și sponsorizări, precum și prin achiziționarea unor servicii culturale de bibliotecă, respectiv achiziționarea de documente specifice, publicații, cărți vechi și din producția editorială curentă. Dezvoltarea colecțiilor de bibliotecă se referă la totalitatea acțiunilor întreprinse pentru constituirea și dezvoltarea permanentă a colecției de documente și a bazelor de date oferite beneficiarilor. Principalul scop al procesului de completare a colecțiilor este satisfacerea cerințelor informaționale specifice comunității deservite de bibliotecă, în acest sens este necesară comunicarea permanentă cu cititorii pentru a obține informații despre preferințele de lectură specifice. Achiziția directă de carte și materiale audiovizuale deține un rol important aflându-se sub directa influență a opțiunilor de lectură și studiu emise de cititori. Profilul politicii de achiziții diferă de la o bibliotecă la alta, în funcție de tipul ei, de solicitările beneficiarilor și de bugetul alocat achizițiilor. Astfel pentru o bibliotecă națională politica de achiziții va depinde de misiunea ei, de constituire și conservare a patrimoniului cultural național, pentru o bibliotecă universitară va depinde de disciplinele universitare și de domeniile de cercetare, iar pentru o bibliotecă publică va depinde de comunitatea deservită în care se regăsesc cititori de toate vârstele. Politica de achiziții trebuie să satisfacă nevoile cititorilor de studiu și informare dar și de destindere ori distracție. Selecționarea publicațiilor care trebuie achiziționate se realizează cu ajutorul instrunentelor de lucru specifice bibliotecarilor, bibliografii, cataloage de cărți puse în vânzare de edituri sau librării și rezumate critice publicate în animite reviste, precum și a informațiilor obținute din cererile cititorilor. Documentele bibliotecilor publice trebuie să acopere toate domeniile, toate subiectele și la toate nivelurile, adulți și copii, având grade de cultură diferite punând accentul pe noțiunea de formare permanentă. În ultimii ani bibliotecile au demarat constituirea de colecții de cărți electronice și cărți audio, creându-se astfel premisele organizării unor noi servicii desfășurate în sectorul multimedia al bibliotecilor. Accesul publicului la serviciile multimedia se realizează în cadrul unui spațiu special amenajat dotat cu o rețea de calculatoare cu acces la Internet. Întocmirea abonamentelor la ziare și reviste este o activitate aflată sub influența schimbărilor intervenite pe piața producătorilor și distribuitorilor de ziare, reviste și alte publicații seriale, interesul cititorilor modificându-se permanent referitor la ziarele ori revistele solicitate. Donațiile de cărți, manuscrise ori alte tipuri de documente reprezintă cea mai populară formă de sporire gratuită a colecțiilor. Istoria cărții și a bibliotecilor abundă în exemple de constituire a bibliotecilor pe fondul unor colecții particulare sau a donațiilor de carte oferite de diverse personalități. Biblioteci ca Biblioteca Marciană prin donația cardinalul grec Bessarion (Visarion) din 1468, Biblioteca Batthyaneum prin donația episcopului Ignác Batthyány din 1798, Biblioteca Chetham prin donația comerciantului Humphrey Chetham din 1653 sau Biblioteca Ionel I.C. Brătianu, prin donația familiei Brătianu, au fost constituite în acest mod. Originea cărților obținute cu titlu de donație poate fi foarte variată întrucât provin de la utilizatorii bibliotecii. de la cetățeni, edituri, librării sau societăți de difuzare de carte. Prin depozit legal se înțelege „strângerea publicațiilor unei țări și asupra acestei țări, printr-o dispoziție legală, [...}, ca să existe o informație asupra producției scrise”. Fondul de depozit legal al bibliotecilor este alcătuit din publicații monografice, publicații seriale, documente în format electronic sau materiale audiovizuale colectate în scopul conservării și îmbogățirii patrimoniului cultural. În România, Legea nr. 111/1995 privind Depozitul legal de documente stabilește regulile de formare, organizare și funcționare a fondului de depozit legal. Potrivit art. 2 din Legea nr. 111/1995, sunt supuse depozitului legal, următoarele categorii de documente: cărți, broșuri, fascicole; ziare, reviste, almanahuri, calendare și publicații seriale; extrase din publicații seriale; partituri muzicale; reproduceri în serie ale albumelor, lucrărilor de artă grafică, plastică, decorativă și fotografică, precum și ale ilustratelor și cărților poștale ilustrate; atlase, hărți plane, în relief și globulare, planuri tipărite; materiale de comunicare propagandistică, având caracter politic, administrativ, cultural-artistic, științific, educativ, religios, sportiv: programe, anunțuri, afișe, proclamații, planșe; teze de doctorat și rezumate ale acestora, precum și cursuri universitare; documente în formă electronică; publicații, având caracter oficial, ale autorităților publice centrale și locale, precum și culegeri de acte normative; standarde și norme tehnice și de funcționare; documente numismatice și filatelice; orice alte documente tipărite sau multiplicate prin proceduri grafice sau fizico-chimice.  Nu sunt supuse acestei obligații, potrivit art. 5 din Legea nr. 111/1995, „documentele cu valoare informațională redusă - agende, cărți de vizită, ferpare, plicuri de corespondență, formulare cu caracter administrativ-contabil, registre, borderouri, state de plată, boniere, antete, lucrări de mercantilaj - produse în serie și destinate difuzării comerciale sau gratuite, indiferent de suportul material și de procedeul tehnic utilizat pentru producerea, editarea sau difuzarea lor, documentele de valoare - documente bancare, bilete de transport și de spectacole, acte de stare civilă sau de identitate, titluri de proprietate, filme artistice și documentare de lung și scurt metraj, materiale de publicitate și de reclamă cu caracter comercial, materiale ce conțin informații secrete de stat sau secrete de serviciu”. Documentele colectate de biblioteci, în baza obligațiilor de depozit legal, sunt organizate în colecții speciale. Sunt colectate documente produse în România, precum și cele realizate în străinătate de către persoane juridice române ori executate pentru acestea (facultativ pentru documente produse în străinătate de către persoane fizice române ori executate pentru acestea). Responsabilitatea colectării acestor documente revine, la nivel central, Bibliotecii Naționale a României iar la nivel local Bibliotecii Metropolitane București și bibliotecilor județene. Regimul depozitului legal poate constitui o bază temeinică, dar nu unică, a bibliografiei unei națiuni. Sistemul de depozit legal a fost inițiat în Franța, prin Ordonanța de la Montpellier dată de regele Francisc I în 1537. La acel moment aceasta cumula două intenții, cuprinderea în colecțiile regale a câte unui exemplar din toate cărțile publicate în regat și supravegherea publicațiilor protestante. Mai târziu acestei ordonanțe i s-a asociat sistemul privilegiilor, implicit protecția proprietății literare, librarul (editorul de astăzi) avea dreptul exclusiv („Privilegiul Regal”) în tipărirea lucrării. În prezent, de regulă, funcția depozitului legal este aceea de constituire și conservare a patrimoniului cultural național mobil. Numeroase țări au instituit obligația de depozit legal. O altă modalitate de completare a colecțiilor bibliotecii o reprezintă schimbul interbibliotecar. Schimbul interbibliotecar este diferit față de împrumutul interbibliotecar prin aceea că biblioteca căruia îi sunt destinate documentele devine proprietara acestora putând să le folosească pe timp nelimitat pe când în cadrul împrumutului interbibliotecar documentele rămân proprietatea bibliotecii care le-a oferit, fiind restituite după o perioadă de timp intrând sub incidența regulilor privitoarea la împrumutul de carte. Schimbul interbibliotecar permite acoperirea unor lipsuri, mai ales în colecțiile de periodice.

### Evidența colecțiilor
Prin evidența colecțiilor se înțelege un ansamblu de operațiuni de înregistrare care stabilesc și indică componența fondurilor unei biblioteci, la un moment dat. Evidența publicațiilor este un mijloc de conservare și gestionare a colecției dar și o sursă de cercetare statistică și evaluare. Bibliotecile evidențiază, gestionează și inventariază documentele specifice pe care le dețin, în sistem manual sau automatizat, în conformitate cu prevederile legale în vigoare. În România, gestiunea de bibliotecă se realizează folosind formulare tipizate pentru: Registrul de mișcare a fondurilor, pentru evidență globală (RMF), Registrul de inventar, pentru evidența individuală (RI), Registrul de înscriere a utilizatorilor și Evidența activității zilnice. Registrul de mișcare a fondurilor (RMF) asigură evidența globală (evidența stocurilor) și este structurat pe 3 părți: intrarea documentelor, ieșirea documentelor și recapitulație. Fiecare stoc de publicații intrat în bibliotecă, provenit prin achiziție, schimb interbibliotecar, depozit legal, transfer sau donație de orice fel, primește un număr de intrare (Nr. intrare / An), numerotarea stocurilor începând de la 1 în fiecare an. Fiecare stoc de publicații casate, pe baza unui borderou de casare, primește un număr în RMF, partea a II-a (Nr. ieșire / An), numerotarea stocurilor începând de la 1 în fiecare an analog cu stocurile intrate. În partea a III-a a RMF se prezintă situația sintetică (cantitativ și valoric) a colecțiilor existente în bibliotecă. Este vorba de totalul publicațiilor existente în bibliotecă la sfârșitul anului calendaristic, după înregistrarea intrărilor din anul curent și al casărilor operate în anul curent, din totalul intrărilor se scad ieșirile, rezultatul astfel obținut se adună la existentul din anul precedent. Registrul de inventar (RI) este instrumentul de înregistrare a fiecărei unități de bibliotecă (fiecărui volum) în parte. Reprezintă instrumentul pentru evidența individuală a documentelor. Este cel mai important instrument de control, un act contabil. Numerele de inventar încep de la 1 și se continuă până la infinit. Numerele de inventar casate nu se realocă altor publicații. Inventarierea tuturor publicațiilor intrate în bibliotecă se face în registrul de inventar. Acesta reprezintă documentul de evidență individuală, și este instrumentul principal de gestiune al bibliotecii. Pentru a asigura unitatea și exactitatea datelor înscrise în registrul de inventar, completarea acestuia se face numai de către bibliotecar. Verificarea fondului se face în bibliotecile mici prin confruntarea exemplarelor de la raft și a celor împrumutate conform fișelor de împrumut, cu registrul de inventar iar în bibliotecile mari prin confruntarea exemplarelor cu fișele din catalogul topografic, Publicațiile pot fi scoase din evidența bibliotecii doar în caz de transfer către o altă bibliotecă; uzură fizică; uzura morală și informațională; pierderea publicațiilor de către cititori și forță majoră. Uzura fizică sau materială este cauza cea mai obișnuită a scoaterii documentelor din evidența bibliotecii. Eliminarea documentelor din cauza uzurii morale și informaționale nu se practică în bibliotecile și fondurile cu rol de conservare, cum ar fi bibliotecile naționale, dar se practică în biblioteci și fonduri aflate în serviciul cercetării și educației.

### Informare bibliografică
Organizarea informației reprezintă un mijloc de pregătire a culturii. Răspândirea culturii este ajutată nu atât de mult de creșterea și dezvoltarea bibliotecilor, de publicarea de cărți și reviste, de creșterea numărului de instituții de învățământ superior, cât de o largă punere la îndemâna cercetătorilor a unor informații temeinic organizate, continuu împrospătate, asupra progresului cunoștințelor umane, grupate în diverse discipline. Este nevoie să se coordoneze și să se clasifice imensul material de date, anchete, interpretări și concluzii care se strâng mereu. S-a desprins ideea, sprijinită de practică, de a se forma câte o bibliografie pentru fiecare specialitate. Bibliografiile și în genere orice informație științifică mai amplă se bazează pe cataloagele de bibliotecă. Bibliografia se întocmește de către persoane specializate și autorizate care trebuie să fie cunoscători ai disciplinei în care lucrează, pentru a putea selecta materialul sau să-și poată exprima un punct de vedere în cadrul bibliografiei critice. Bibliografiile pot fi universale și generale, individuale, critice (conținând aprecieri la adresa cărții), de informare (aduc la cunoștință noutățile), de recomandare (pe grupuri de cititori, pe probleme). Mai pot exista bibliografii naționale, regionale și a periodicelor, bibliografii analitice, bibliografii de titluri. Din punct de vedere al timpului, bibliografia poate fi: retrospectivă și curentă. Cea retrospectivă se oprește la o anumită dată, citează cărțile apărute până atunci. Cealaltă le menționează pe cele apărute în timpul de față. În România, potrivit art. 13 din Legea bibliotecilor nr. 334/2002, Biblioteca Națională a României realizeză Bibliografia Națională curentă pe baza publicațiilor primite prin Depozit legal. Bibliografia Națională curentă este organizată după tipul de documente, în seriile Cărți, albume, hărți (apare din anul 1952); Teze de doctorat (apare din anul 1995); Românica (apare din anul 1990); Documente muzicale tipărite și audiovizuale (apare din anul 1968); Publicații seriale (apare din anul 1992), Articole din publicații periodice. Cultură (apare din anul 2000) și ABSI-Articole din bibliologie și știința informării (apare din anul 2015). Bibliografia Națională curentă este disponibilă gratuit, atât sub formă de publicație periodică, în format pdf, cât și sub formă de înregistrări bibliografice, în baza de date a Bibliotecii Naționale a României, accesibilă online. Bibliotecile județene și Biblioteca Metropolitană București, potrivit art. 25 și 28 din Legea bibliotecilor nr. 334/2002, realizează bibliografiile locale.

### Catalogarea, clasificarea și cotarea colecțiilor
Serviciile privind organizarea și catalogarea fondului de documente și informații gestionate de biblioteci reprezintă ansamblul de proceduri privitoare la evidența, descrierea bibbliografică, clasificarea, cotarea și catalogarea documentelor și informațiilor achiziționate. Organizarea colecțiilor de bibliotecă intră în categoria serviciilor „ascunse” oferite de biblioteci, fiind esențială pentru bunul mers al activităților din bibliotecă. Informațiile și documentele sunt prelucate biblioteconomic. Cărțile nou intrate în bibliotecă dobândesc o identitate singulară, un loc exact în structura colecțiilor și pot fi regăsite în funcție de anumite elemente de identificare precum numărul de inventar, vedeta de autor, vedetele auxiliare, cota topografică, cota sistematico-alfabetică și indicile de clasificare. Cărțile, periodicele și materiale audiovizuale sunt înregistrate manual sau informatizat la intrarea lor în bibliotecă oferind posibilitatea identificării fiecărui document aflat în gestiunea bibliotecii. Cărțile nou intrate în bibliotecă sunt ștampilate pentru a atesta că sunt propietatea bibliotecii. Această ștampilă se aplică, în general, pe pagina de titlu, pe ultima pagină cu text și pe anumite pagini dinainte hotărâte. Catalogarea fondului de documente inclusiv a resurselor electronice se bazează pe norme stricte, standardizate internațional, de descriere bibliografică și indexare a publicațiilor. Acest fapt permite identificarea și regăsirea oricărui document intrat în bibliotecă în funcție de numărul de inventar unic, cota unică și o descriere bibliografică irepetabilă. Orice înregistrare conține: descrierea bibliografică publicației, vedetele uniforme și secundare, indicii de clasificare, cotele sistematico-alfabetică și topografică și vedetele de subiect. Descrierile bibliografice, indiferent de procedura folosită, manuscrisă (pe fișe cu dimensiunile de 7,5 x 12,5 cm) ori bazată pe folosirea calculatoarelor, au un caracter standardizat și se constitue pe baza schemei ISBD. Descrierea Bibliografică Standardizată Internațional (ISBD, în engleză "International Standard Bibliographic Description") elaborată de către Federația Internațională a Asociațiilor de Bibliotecari și Biblioteci (IFLA, în engleză "International Federation of Library Associations and Institutions") se referă la un set de reguli de catalogare care se aplică în mod diferențiat în funcție de conținutul și forma documentelor descrise. Sistemul descrierilor ISBD cuprinde: descrierea documentelor monografice (a cărților) ISBD(M), descrierea documentelor monografice vechi (a cărților anterioare anului 1801) ISBD(A), descrierea periodicelor ISBD(CR), descrierea documentelor cartografice ISBD(CM), descrierea documentelor muzicale (muzică tipărită) ISBD(PM), descrierea materialelor audio-vizuale ISBD(NBM) și descrierea resurselor electronice ISBD(ER). Catalogarea are un rol practic ajutând la organizarea fondului bibliotecii, noile documente dobândesc un loc bine stabilit în cadrul sistemului colecțiilor de bibliotecă, fiind pregătite a intra în circuitul lecturii. Elementele unei înregistrări ISBD sunt împărțite în nouă secțiuni numite zone:
- 0 	Zona formei conținutului și a tipului de suport
- 1 	Zona titlului și a mențiunii de responsabilitate
- 2 	Zona ediției
- 3 	Zona datelor specifice anumitor materiale sau tipuri de resurse
- 4 	Zona datelor de publicare, producere, distribuire etc
- 5 	Zona descrierii fizice
- 6 	Zona colecției și a resurselor monografice multivolum
- 7 	Zona notelor
- 8	Zona identificatorului resursei și termenii de disponibilitate

Descrierea ISBD este destinată să servească drept standard principal pentru promovarea controlului bibliografic universal, adică să facă disponibile în mod universal și rapid, într-o formă acceptabilă pe plan internațional, date bibliografice de bază pentru toate resursele publicate în toate țările. Ordonarea elementelor și standardizarea punctuației fac înregistrările ISBD ușor de înțeles, independent de limba descrierii. Descrierea bibliografică trebuie să fie: completă, uniformă, exactă, clară și justificativă. Un exemplu de descriere ISBD:

00Ghid de biblioteconomie / Brigitte Richter. - A 5-a ediție revăzută și adăugită / în colaborare cu
 Marcelle Ménil și Noë Richter ; traducere de Gheorghe Buluță și Silvia Nestorescu, - București ; 
Grafoart.1995. - 316 p. ; il. ; 20 cm. - (Bibliotheca bibliologica) . 
00ISBN 973-9054-01-3

În ultimele decenii descrierea cărților în sistem automatizat a luat locul descrierilor realizate pe fișe de catalog standardizate. Diferența constă în faptul că fișele bibliografice sunt înlocuite cu machete de catalogare, cum sunt cele electronice în format MARC (în engleză "machine-readable cataloging"). Factorii cheie care au contribuit la aceastã schimbare au fost introducerea și dezvoltarea continuã a sistemelor informatice pentru administrarea informațiilor bibliografice, creșterea bazelor de date dar mai ales necesitatea de a reduce costurile catalogãrii, de a minimiza efortul de catalogare, prin participarea la programele de catalogare partajatã și la extinderea acesteia. Conform Federației Internaționale a Asociațiilor de Bibliotecari și Biblioteci (IFLA) softul trebuie să accepte structuri de iesire-intrare conform ISO-2709 (standard utilizat în transferurile de date bibliografice). De regulã, programul încearcã sã asigure o interfațã cât mai facilã cu utilizatorii indiferent de structura internã a informației. Formatul UNIMARC (în engleză "UNIversal MAchine-Readable Cataloging" - catalogare universalã computerizatã), versiunea folosită în Europa a standardului MARC, a fost conceput plecând de la regulile internaționale, definite de IFLA. El preia în întregime descrierea bibliograficã internaționalã standard și propune un model coerent și uniformizat de informații bibliografice, integrând toate tipurile de documente pentru toate tipurile de suport. Un exemplu de format UNIMARC:

299 __	$aIntroducere în managementul serviciilor de bibliotecă

609 __	$abiblioteci biblioteconomie management

975 00	$a02

975 00	$a65.01	$a:02

955 __	$a1

200 0_	$aIntroducere în managementul serviciilor de bibliotecă	$bCarte tipărită $fLiliana Moldovan $gpostfață de Ionela van Rees-Zota

700 _0	$aMoldovan, Liliana (bibliotecar)

702 _0	$4postf. $aVan Rees-Zota, Ionela
	
010 __	$a9786067303100

035 __	$a02/M87
	
035 __	$aII 74702

675 __	$a02

675 __	$a65.01:02

686 __	$a0

608 __	$amonografie
	
606 __	$abiblioteci
	
606 __	$abiblioteconomie
	
606 __	$amanagement
	
610 0_	$amanagement 65.01 $abiblioteconomie, biblioteci 02
	
101 0_	$arum

210 ##	$aCluj-Napoca $cEcou Transilvan	$d2017

215 __	$a217 p.
	
225 0_	$aBiblioteconomie / Ecou Transilvan
	
300 __	$aBibliogr. p. 213-214

300 __	$aEdiție revizuită și adăugită cuprinzând 100 de noi pagini cu: studii, articole, comunicări	

În biblioteci publicațiile sunt aranjate conform unui sistem, denumit în general „clasificare”. Clasificarea biblioteconomică reprezintă un sistem de organizare a cunoștințelor umane prin care documentele bibliotecii sunt aranjate sistematic. Clasificarea reprezintã accesul formal la carte și poate fi definitã ca aranjarea cãrților ori a descrierilor acestora în modul cel mai avantajos pentru cititor. Bibliotecarului clasificator îi revine sarcina, cercetând conținutul unui document, de a stabili prin ce „cuvinte cheie”, „vedete de subiect” se poate exprima mai bine informația cuprinsã în conținutul unui document și redarea lui sub o formã care sã permitã tuturor utilizatorilor bibliotecii regãsirea cu ușurințã a documentelor. Există o multitudine de metode de clasificare, se cunosc peste 150 de sisteme de clasificare, printre care: Clasificarea Zecimală Universală (în engleză "Universal Decimal Classification" - UDC), Clasificarea Zecimală Dewey (în engleză "Dewey Decimal Classification" - DDC), Clasificarea Bibliotecii Congresului S.U.A. (în engleză "Library of Congress Classification" - LCC), Clasificarea Expansivă Cutter (în engleză "Cutter Expansive Classification"), Clasificarea Compusă Regensburg (în germană "Regensburger Verbundklassifikation" - RVK), Clasificarea Colon sau Clasificarea pe fațete (în engleză "Colon classification" - CC), Clasificarea Bibliografică Bliss (în engleză "Bliss bibliographic classification" - BC) și Clasificarea Zecimală Niponă (în engleză "Nippon Decimal Classification" - NDC). În România se folosește Clasificarea Zecimală Universală care a fost introdusă în 1908 și a fost aplicată în biblioteci din 1915. Clasificarea Zecimală Universală (CZU) este o schemă întrebuințată în biblioteci pentru clasificarea documentelor pe domenii de cunoaștere în funcție de subiectele pe care le tratează, ținând cont de gradul de asemănare și de deosebirile dintre ele. Creat în 1896 de Paul Otlet și Henri La Fontaine, acest sistem de clasificare, bazat pe aceleași principii (ierarhizare, relații de subordonare între părțile constitutive și reprezentarea grafixă arborescentă) ca și Clasificarea Zecimală Dewey, este folosit în 124 de țări. Această schemă de clasificare împarte totalitatea cunoștințelor umane în zece clase, care se subîmpart la rândul lor în alte zece subdiviziuni:
- 0 	Știință și cunoștințe, Organizare, Știința calculatoarelor, Informare, Documentare, Bibliologie, Instituții, Publicații
- 1 	Filozofie, Psihologie
- 2 	Religie, Teologie
- 3 	Științe sociale
- 4 	Vacantă (neutilizată)
- 5 	Matematică. Științele naturale
- 6 	Științe aplicate, Medicină. Tehnologie
- 7 	Artă, Recreație, Distracție, Sport
- 8	Limbă, Lingvistică, Literatură
- 9 	Geografie, Biografie, Istorie

Clasificarea Zecimală Universală face o ierarhie de la general la particular, de la clase la subdiviziuni, folosind sistemul zecimal de notație, având indici pentru orice domeniu al cunoașterii. Folosind CZU bibliotecarii pot sã indice lucrãrile circumscrise unui domeniu indiferent în ce limbã ar fi scrise, prin simpla observare a indicilor CZU aplicați. De exemplu, cuvântul „revistã” poate însemna o publicație periodicã sau un spectacol. În CZU, asemenea ambiguitate nu existã, revista ca publicație fiind clasificatã la 050, iar revista ca spectacol la 792.7. În CZU, fiecare indice reprezintã un concept definit cu claritate și nu un cuvânt sau o expresie al cãror sens poate varia în funcție de context. Prin indicii CZU atribuiți unei lucrãri se dau informații privind conținutul documentului, apartenența lucrãrii (cum este cazul literaturii), felul ediției (adãugitã, revizuitã, adaptatã, tradusã). Prin indicii auxiliari comuni de formã se dau informații asupra formei de prezentare a documentului și structurii materialului, destinației acestuia (dicționar, manual, document separat, surse istorice, hãrți). CZU se deosebește profund de clasificările științifice, care tind să fie taxonomii (adică izolează fenomenele și acordă fiecăruia un loc unic în scenă).  Clasificarea Zecimală Universală, ca multe alte scheme generale, este o clasificare aspectuală în care fiecare fenomen este clasificat potrivit contextului sau disciplinei în cadrul căreia este analizat astfel încât aspectele sale variate se relevă în diferite locuri.  Clasificarea biblioteconomică se realizează cu un dublu scop: contribue la organizarea colectiilor de bibliotecă pe domenii, după conținutul documentelor și participă la alcătuirea cataloagelor sistematico-alfabetice și a cataloagelor pe subiecte, constituite în format tradițional, pe fișe de catalog ori în format electronic. Fiind un instrument specializat, sistemul CZU este folositã în cãutarea informațiilor doar de cãtre bibliotecari, utilizatorii obișnuiți preferând vedetele de subiect sau cuvintele cheie. Cota documentului reprezintă formula tehnică prin care se exprimă adresa completă a acestuia pe raft, adică adresa documentului în bibliotecă, fiind instrumentul de așezare și regăsire a documentelor în bibliotecă. Valoarea sistemelor de indexare și clasificare a informației este confirmată de interesul și fondurile care sunt acordate pentru actualizarea și modernizarea acestora. Într-o societate caracterizată prin servicii oferite electronic, indexarea și clasificarea se realizează cu ajutorul calculatorului, astfel informația este disponibilă, pertinentă și ușor de accesat de către utilizatori. 
Cota se trece pe document, în registrul de inventar, pe borderourile cu cărți primite sau ieșite, pe fișele de catalog și oriunde este nevoie să reprezinte documentul respectiv. Cotarea publicațiilor se face în funcție de organizarea lor în depozitele și pe rafturile bibliotecilor. În bibliotecile din România în funcție de specificul secțiilor care oferă servicii info-documentare se folosesc sisteme diferite de cotare a publicațiilor cele mai utilizate fiind cotarea topografică, numită și cotarea de format și cotarea sistematico-alfabetică. Cota topografică sau cota de format este alcătuită din format și numarul de orfine în cadrul formatului. Un exemplu de cotă topografică:

II 124735

Se folosește pentru cotarea colecțiilor destinate depozitelor sălilor de lectură și depozitelor de publicații seriale. Avantajul major al acestui tip de cotare îl reprezintă folosirea integrală a spațiilor de depozitare. Formatul de bibliotecă, numit și formatul topografic, este determinat de înălțimea documentului, la cotor și este exprimat prin cifrele romane I, II, II, IV și V, fiind stabilit în funcție de spațiul de depozitare și de mobilier. Numerele de ordine se alocă de la 1 la infinit, în ordinea intrării publicațiilor în fondul depozitului. Fiecare cotă topografică reprezintă un titlu, un volum de bibliotecă sau mai multe volume ale aceluiași titlu. Prin cotarea pe formate, munca de identificare, integrare și regăsire a documentelor în depozite se face cu multă precizie singurul element necesr pentru regăsirea unui document este cota. Cota sistematico-alfabetică sau cota de raft are două părți: indicele cotei (indicele CZU prescurtat) și semnul de autor și este trecută pe fișe sub formă de fracție (raport). Un exemplu de cotă sistematico-alfabetică:

820(73)/M90

Se folosește pentru cărțile din secțiile cu acces liber la raft și se trece pe pagina de titlu și pe copertă. Indicele de cotă este obținut din tabela indicilor CZU speciali, prescurtați. În funcție de mărimea fondului de publicații și de numărul documentelor din cadrul fiecărui domeniu, fiecare bibliotecă își stabilește lista indicilor de cotă pe baza prescurtării indicilor CZU principali. Semnul de autor este o prescurtare convențională a vedetei principale formată din numele primului autor sau din primul cuvânt din titlu la lucrările care au descrierea la titlu. Este format din două părți: prima literă a vedetei principale, scrisă cu majusculă de tipar și un număr format din 2 cifre corespunzător cât mai multor litere din primul cuvânt al vedetei principale. În bibliotecile din România, documentele sunt așezate în sălile cu acces liber la raft, obligatoriu de la stânga la dreapta, de sus în jos, asigurându-se astfel aranjarea într-un singur loc a întregii opere a unui scriitor. Catalogarea este ramura biblioteconomiei care stabilește regulile de creare a instrumentelor necesare regăsirii publicațiilor într-o bibliotecă, în scopul oferirii de căi diverse de regăsire a informației. Aceasta presupune fixarea caracteristicilor formale și de conținut ale publicațiilor prin intermediul unor înregistrări catalografice, fixate pe hârtie, fișe de carton, suport electronic ori baze de date (catalog online OPAC-Online public access catalog) într-o ordine prestabilită. Încercările de catalogare automată au debutat în anul 1952 la Biblioteca Publică din Los Angeles iar în deceniile șapte și opt numărul bibliotecilor care au început să folosească calculatorul a crescut simțitor. În România calculatorul se folosește din 1976, la Institutul de Petrol și Gaze din Ploiești, iar din anul 1979 la Biblioteca Centrală de Stat din București, actuala Bibliotecă Națională a României. Prin folosirea  calculatorului, se obțin automat: evidența fondurilor, prelucrarea automată a solicitărilor, urmărirea circulației cărții, situația achizițiilor, a multiplicărilor, a casărilor sau tipăriri de bibliografii.

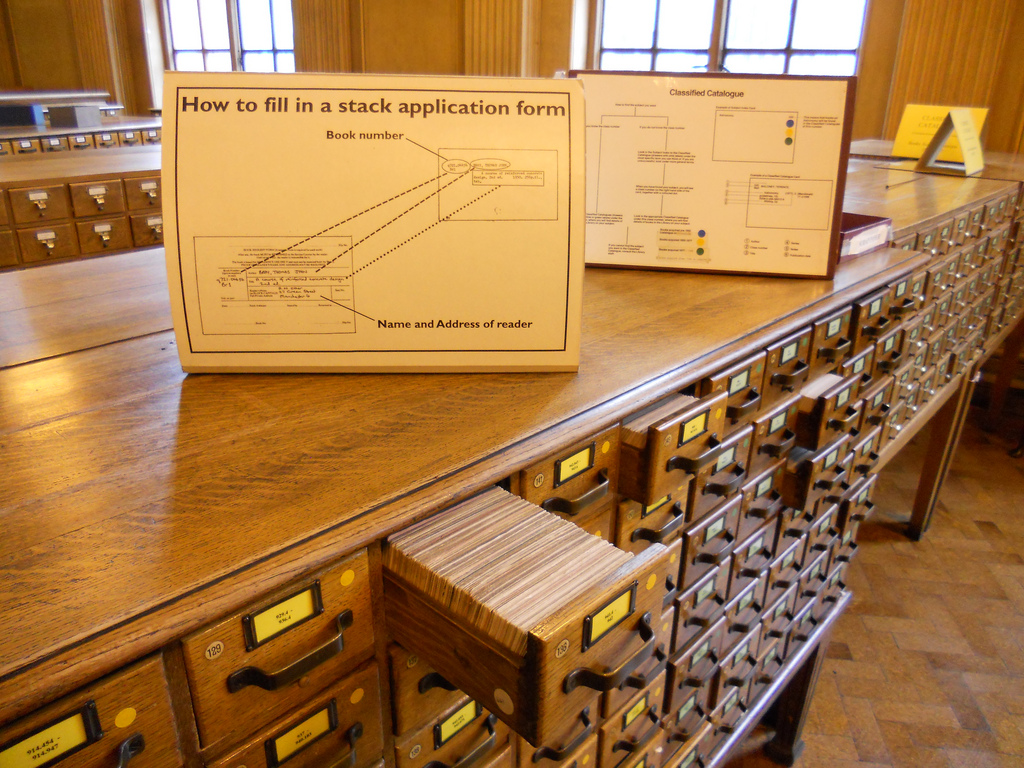
Catalog pe fișe

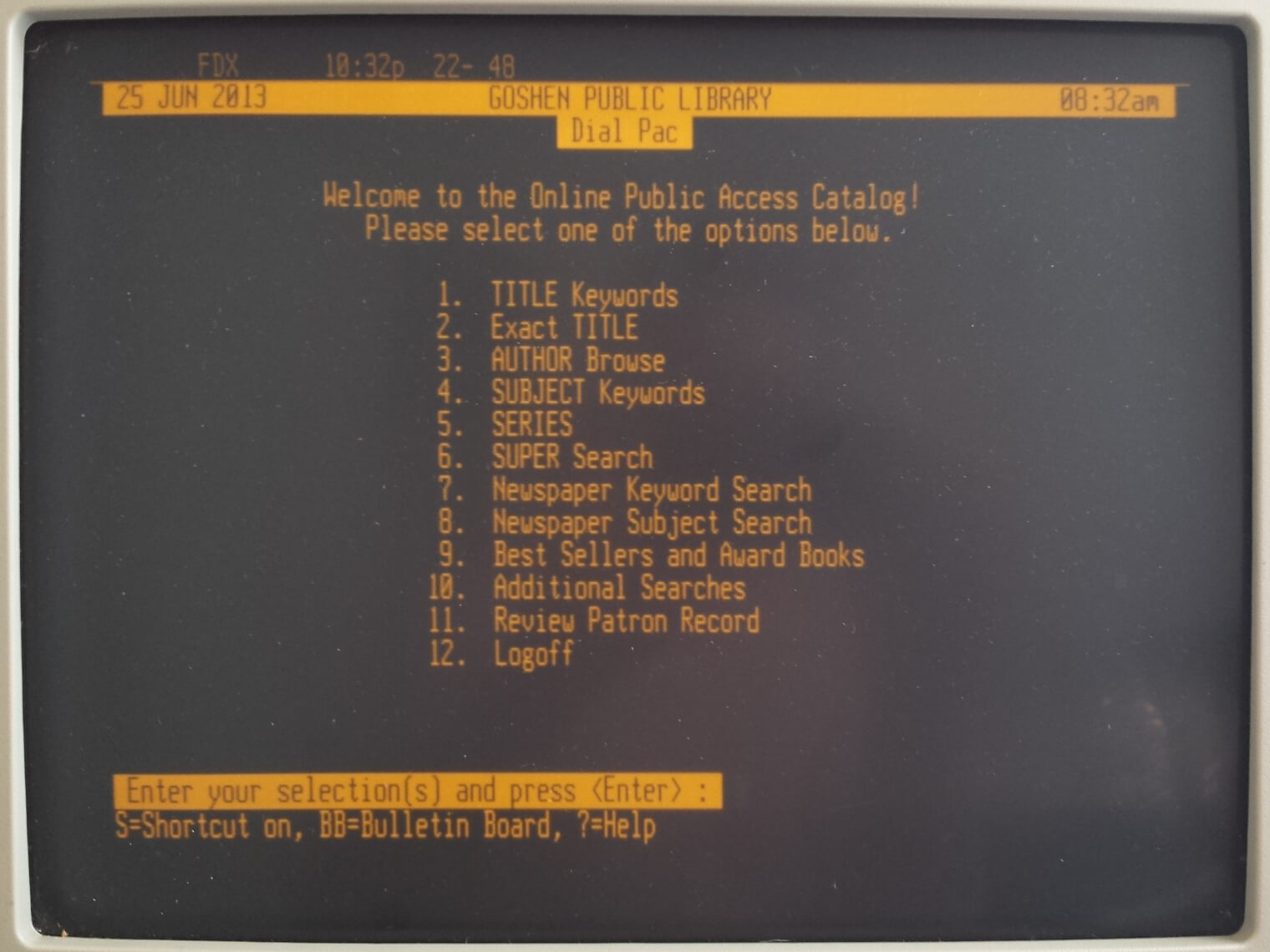
Catalog online

Catalogul de bibliotecă este instrumentul principal de informare a utilizatorului privind resursele informaționale și documentare ale bibliotecii. 
În funcție de modul structurării informației catalogul (tradițional, sub formă de fișe), poate fi de mai multe feluri:
1. Catalog alfabetic (pe nume de autori și titluri)
2. Catalog sistematic
3. Catalogul topografic
4. Catalogul tematic (alfabetic după vedetă)
5. Catalog electronic (OPAC)

Vedeta este primul element luat în considerare în ordonarea descrierilor în catalogul alfabetic și al doilea în cazul celui sistematic. Vedeta poate fi: de autor (persoană fizică sau autor colectiv), de titlu, principală (pentru o descriere principală sau analitică) și secundară sau auxiliară (pentru descrierile complementare, informative sau de trimitere). Diferența esențială dintre cele două sisteme de catalogare, manuală și electronică, se referă la faptul că sistemul informatizat este alcătuit din metadate pe care le organizează în câmpuri și subcâmpuri în timp ce metoda tradițională folosește informații bibliografice așezate pe zone de descriere bibliografică. Înainte de a fi așezată în raft cartea este echipată, Lucrările destinate împrumutului la domiciliu vor fi dotate cu un colțar (buzunăraș) de hârtie care va păstra fișa care marchează împrumuturile, în cazul metodele de împrumut tradiționale. De asemenea, la începutul sau sfârșitul cărții se poate lipi o foaie pe care se trece data returnării publicației. În cazul împrumutului automatizat documentul este dotat cu o etchită autocolantă care are imprimat un cod de bare.
Așezarea publicațiilor în raft se poate face după mai multe metode:
1. Așezarea pe format
2. Așezarea în ordinea intrării volumelor
3. Așezarea pe format și în oedinea intrării volumelor
4. Așezarea alfabetică
5. Așezarea sistematică

Administrarea corectă a colecțiilor de bibliotecă și organizarea eficientă a noilor documente este o condiție esențială pentru construirea unor structuri info-documentare complexe, variate și ușor de accesat.

### Comunicarea colecțiilor
Serviciile de comunicare a colecțiilor se referă la activitatea bibliotecii cu publicul în scopul facilitării accesului la patrimoniul info-documentar constituit de aceste instituții. Prin exercitarea funcției de comunicare a colecțiilor biblioteca este atât un colector și gestionar de documente cât și un furnizor de informații. Publicul percepe biblioteca ca o instituție culturală care stochează și furnizează informații, oferă spre consultare cărți, ziare, reviste ori alte tipuri de documente. Încă de la începuturi bibliotecile au comunicat utilizatorilor colecțiile pe care dețineau, dar, multă vreme, până în secolele XIX-XX, noțiunea de comunicare a avut o accepțiune restrictivă fiindcă se referea doar la o elită a oamenilor literați. Noțiunea de comunicare nu duce la dispariția noțiunii de conservare, ci ele sunt complementare. Conservare nu interzice comunicarea, deși uneori o limitează iar pe de altă parte comunicarea antrenează o grijă pentru protejarea și menținerea integrității colecțiilor. Restricțiile impuse comunicării colecțiilor sunt fixate în funcție de tipul bibliotecii, de natura colecțiilor sale și de tipul de utilizatori.
Accesul la documentele bibliotecii se poate face prin trei metode:
1. Accesul direct (liber)
2. Accesul indirect
3. Accesul semidirect

O funcție de bază a bibliotecii este diseminarea unui mare număr de informații valoroase, variate și ușor de accesat. Biblioteca se deosebește de alte instituții de cultură prin componenta formativ-informativă și prin strategiile specifice de promovare a lecturii. Interesul cetățenilor pentru Internet a schimbat natura legăturilor dintre bibliotecă și clienții săi. Folosirea Internetului permite dezvpltarea și perfecționarea unor noi forme de contact nemijlocit cu utilizatorii bibliotecii. Constituirea cataloagelor online, care pot fi accesate oricând și de oriunde, oferă cititorilor șansa de a cunoaște conținutul colecțiilor bibliotecii cu mult înainte de a trece pragul acestor instituții. Astfel utilizatorii își pot exprima preferințele și pot face rezervări pentru cărțile și revistele pe care doresc să le parcurgă. Comunicarea colecțiilor, la fel ca și dezvoltarea lor, se orientează spre cititor. Printre cele mai cunoscute forme de comunicare a colecțiilor se află: împrumutul de carte, serviciul de studiu și documentare în săli de lectură, expozițiile tematice, rafturile cu noutăți, organizarea de lansări de carte, standuri editoriale, cluburi de lectură, cercuri de creație, cursuri, centre de informare, campanii de promovare a lecturii, campanii cu caracter social și comunitar, centre multimedia, accesul la internet, biblioteca digitală și biblioteca mobilă. Prin intermediul diverselor proiecte ori programe și a unor mijloace de muncă specifice colecțiile de documente clasice și electronice, bibliotecile digitale, bazele de date ale bibliotecii devin vizibile, sunt oferite în mod nemijlocit cetățenilor. Patrimoniul informațional deținut de bibliotecă este valorificat în mod obișnuit prin intermediul a două servicii tradiționale: serviciul de împrumut cărți la domiciliu 
și serviciul de studiu și documentare în săli de lectură. În sălile de lectură organizarea documentelor se realizează în funcție de formatul cărților, fiind așezate după cota topografică. Periodicele sunt așezate fie în ordine alfabetică fie sistematică, in cazul colecțiilor mari, lăsându-se în sală de lectură doar numerele recente. Documentele nu pot fi scoase din incinta bibliotecii iar solicitarea lor se face după un buletin de cerere standardizat. În secțiile unde se realizează împrumutul la domiciliu fondul de documente este asigurat după metoda accesului liber la raft iar colecțiile de cărți sunt împărțite pe domenii de conoaștere, în funcție de conținutul acestora.
În biblioteci se folosesc diverse sisteme de împrumut al cărților la domiciliu:
1. Sistemul Newark (cu fișe clasice)
2. Sistemul Newark simplificat
3. Sistemul Brown(E)
4. Sistemul cu tichete
5. Sistemul cu fișe de tranzacție
6. Sistemul automatizat (informatizat)

Metodele de împrumut tradiționale sunt combinate în unele biblioteci cu sistemele informatizate de realizare a împrumutului de carte la domiciliu. Indiferent de mecanismul împrumutului la domiciliu furnizarea serviciilor se realizează întotdeauna conform unui regulament cadru de funcționare a bibliotecii și are la bază principii care reglementează toate aspectele legate de necesitatea asigurării dreptului la liberă informare și documentare a cetățenilor. Bibliotecile sunt instituții care se sprijină pe o largă și amplă cooperare, în care fiecare cetățean este egal în drepturi iar regulile prescrise pentru protejarea patrimoniului bibliotecii nu trebuie să fie dezavantajoase sau discriminatorii pentru membrii comunității deservite. Indiferent dacă se folosesc sau nu calculatoare traseul cărților în bibliotecă rămâne același, documentele sunt selectate, achiziționate, catalogate și apoi preluate de secții pentru a intra în circuitul lecturii. Ceea ce se schimbă sunt procedurile de prelucrare și diseminare a informațiilor. Comunicarea unor documente din colecțiile bibliotecii, altele decât cărțile sau periodicile, prezintă anumite particularități. Hărțile și planurile sunt introduse între coperți de carton și sunt aranjate într-un mobilier special. Diapozitivele sunt consultate prin intermediul unei mese luminoase sau a unui ecran luminos ori a unui aparat de mărit. Microformatele (microfilme, microfișe și microhărți) sunt folosite pentru organizarea informației, reducerea aglomerării stocării documentelor originale și ca înlocuitori pentru documentele fragile. Acest tip de documente pot fi consultate cu ajutorul unor aparate cititoare-reproducătoare care permit obținerea foarte rapidă a fotocopiei mărite a oricărei imagini microcopiate. Discurile audio pot fi ascultate la cască, în cabină, într-o sală de audiții colectivă ori împrumatate la domiciliu. Benzile magnetice și casetele audio pot fi consultate în același mod ca discurile audio. Ele pot să conțină pe lângă înregistrări sonore și înregistrări de text (cărți audio). Cărțile audio pot fi grupate și aranjate separat de cărți, constituind astfel biblioteci sonore, destinate, în principal, persoanelor cu dizabilități. Casetele video și discurile video pot fi consultate în același mod ca discurile audio. Ele pot fi grupate și aranjate în colecții numite videoteci. În biblioteci tehnicile și documentele audiovizuale pot fi utilizate, conform conținutului lor, pentru informare sau pentru activitatea obișnuită. Biblioteca poate comunica utlizatorilor documentele audiovozuale pe care le achiziționează sau pe care le fabrică ea însăși reproducând lucrările cele mai prețioase ori cele mai fragile din colecțiile sale și pe care dorește să le protejeze. Biblioteca utilizează audiovizualul și pentru publicitatea sa și pentru formarea cititorului. În unele biblioteci ghidul cititorului a fost înlocuit cu materiale audiovizuale. Audiovizualul aduce o cu totul a altă receptare a unei lucrări ori subiect decăt cartea și trebuie să se țină seama să nu se substitue lecturii tradiționale. Odată cu lărgirea comunicării documentelor către public și noțiunea de înlocuitori ai documentelor s-a lărgit. Necesitatea înlocuirii unui document original apare atunci când este vorba de documente: rare sau fragile; incomplete ori epuizate; greu sau imposibil de citit; voluminoase și comunicate frecvent. Alegerea unei tehnici de reproducere a unui document trebuie să țină seama de natura originalului, de starea lui, de utilitatea pe care biblioteca ori cititorul i-o atribuie, de fidelitate, de lizibilitate, de cost și de durata conservării. Utilizarea în biblioteci a calculatoarelor ajută la creșterea numărului de cititori, la diversificarea serviciilor oferite și la modificarea imaginii bibliotecii în societate. Lărgirea ariei serviciilor oferite utilizatorilor bibliotecii este rezultatul schimbărilor survenite în mediul social, cultural, educațional și tehnologic din ultimile decenii. Introducerea în biblioteci a calculatoarelor, folosirea Internetului și alcătuirea de cataloage online intensifică dialogul publicului cu biblioteca. Informatizarea bibliotecilor publice le conferă o funcție educațională evidentă, manifestată prin participarea nemijlocită a personalului din bibliotecile publice la diferite proiecte care sprijină e-educația și învățământul la distanță. Educația este în esența ei și în modalitățile concrete de desfășurare, un fenomen informațional indispensabil continuității și dezvoltării cunoașterii. Oferind servicii informatizate bibliotecile își redefinesc relația cu cetățenii, în sensul îmbunătățirii și diversificării raporturilor de comunicare cu ei. Prin urmare, se crează o serie de facilități care permit utilizatorilor: să acceseze catalogul online a bibliotecii, să rezerve documente fără a fi nevoiți să se deplaseze la bibliotecă, să consulte colecțiile digitale ale bibliotecii, să își exprime părerea cu privire la caliatatea serviciilor, să examineze agenda culturală a bibliotecii și să își exprime opțiunile de lectură, studiu, cercetare și recreere.

### Conservarea colecțiilor

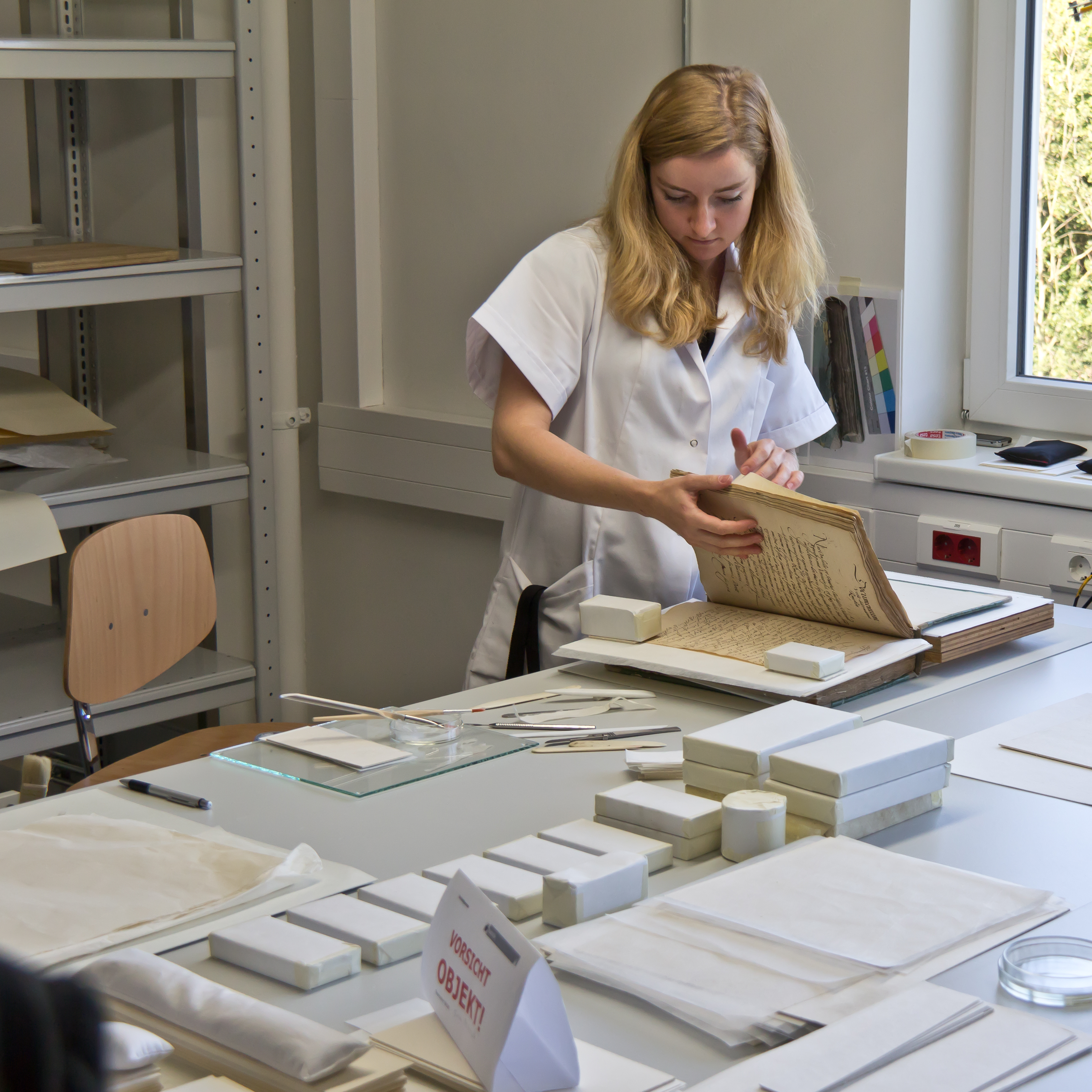
Una din funcțiile bibliotecilor este conservarea colecțiilor de publicații

Din cele mai vechi timpuri bibliotecile au avut funcția de conservare a colecțiilor de publicații. Funcția de conservare condiționează funcția de comunicare, aceea de transmitere și difuzare a cunoștințelor. Rolul bibliotecarului este de a constitui colecțiile, de a crea și menține o ambianță și condiții de exploatare care pot asigura integritatea colecțiilor pentru o durată cât mai îndelungată. Din punct de vedere teoretic, această activitate presupune o serie întreagă de metodologii, tehnici de programe administrative menite să asigure păstrarea tuturor fondurilor sale, precum și a localului și a mobilierului. Aceste sarcini revin bibliotecarului conservator care trebuie să anihileze factorii și cauzele care duc la deteriorarea cărților și să le „însănătoșească”. Buna conservare a colecțiilor este asigurată de condițiile fizice la a căror realizare contribuie clădirea, protejarea împotriva expunerii documentelor la lumină, menținerea unei temperaturi constante de 14-16 °C, menținerea unui grad higrometic constant de 40-60 % și o bună aerisire. Deteriorările și îmbătrânirea colecțiilor de publicații se pot grupa în trei categorii, în funcție de cauzele care le pot determina: deteriorări mecanice, datorate unei depozitări necorespunzătoare, neglijenței personalului de bibliotecă, precum și cititorilor care mânuiesc neglijent cărțile; procese fizico-chimice de deteriorare cauzate de influența luminii solare, a temperaturii (prea ridicate sau prea scăzute), a umidității, a impurităților din atmosferă (praf mai ales); deteriorări datorate factorilor biologici, mucegaiuri, insecte, animale. De cele mai multe ori acești factori acționează concomitent, rezultatul fiind dezastruos pentru cărți. Unele biblioteci au ateliere de legătorie și reparație sau restaurare a cărților dar altele încredințează aceste lucrări unor ateliere externe. Cărțile de dimensiuni medii sunt așezate vertical pe rafuri iar cele de dimensiuni mari sunt așezate orizontal, pentru ca masa filelor să nu exercite presiune asupra legăturii cărții. De asemenea, cărțile nu se așează inclinat pe rafturile bibliotecii deoarece acest lucru duce la ruperea legăturii cărții. Un șir de cărți care nu umple complet un raft este sprijinit la capăt cu un suport de carte. Fotografiile sunt păstrate la adăpost de praf și lumină, la o temperatură care să nu depășească 30 °C. Diapozitivele pot fi stocate în cutii de plastic, plicuri transparente și depozite pentru protecție, la o temperatură cuprinsă între 12 și 20 °C. Microformatele (microfilme, microfișe și microhărți) sunt păstrate la adăpost de praf și lumină, la o temperatură care să nu depășească 20 °C. Discurile trebuie ferite de căldură, de frig și de praf, stocate la o temperatură de 15 °C. Benzile magnetice și casetele audio trebuie ferite de praf sau câmpuri magnetice și păstrate la o temperatură care să nu depășească 18 °C. Menținerea integrității fondurilor impune o atenție constantă a bibliotecarilor la dezordine, factorilor biologici și furturi. Pentru a asigura păstrarea publicațiilor din colecțiile bibliotecilor trebuie să se creeze un microclimat special de temperatură, luminozitate și umiditate,

### Standardizare
Munca desfășurată într-o bibliotecă a făcut obiectul standardizării realizată de Organizația Internațională de Standardizare (în engleză "International Organization for Standardization" ISO), prin Comitetul Tehnic 46 (TC 46). Aceste standarde se referă la activitatea din biblioteci, centre de documentare și informare, edituri, arhive, muzee, servicii de indexare și teoretizare și știința informării și cuprind printre altele:
- ISO 8:2019 	Informare și documentare - Prezentarea și identificarea periodicelor
- ISO 6357:1985 Documentare - Titlul de pe cotorul cărților și de pe alte publicații
- ISO 2789:2013 Informare și documentare - Statistici bibliotecare internaționale
- ISO 2108:2017 Informare și documentare - Număr Internațional Standardizat pentru Carte (ISBN)
- ISO 3297:2020 Informare și documentare - Număr Internațional Standardizat pentru Seriale (ISSN)
- ISO/AWI 11799 Informare și documentare - Cerințele de depozitare a documentelor pentru materialele de arhivă și bibliotecă
- ISO/TR 26122:2008 Informare și documentare - Analiza procesului de lucru pentru înregistrări
- ISO 2709:2008 Informare și documentare - Formate pentru schimbul de informații
- ISO/TR 11219:2012 Informare și documentare - Condiții de calitate și statistici fundamentale pentru clădirile bibliotecilor - Spațiu, activitate și proiectare
- ISO 832:1994 	Informare și documentare - Descrierea bibliografică și referințe - Reguli pentru abrevierea termenilor bibliografici

### Servicii comunitare
Proiectele comunitare elaborate în cadrul bibliotecilor trebuie să fie conforme cu nivelul de expectanță culturală, informațională și educațională specifică publicului larg. Îndeplinirea unor misiuni de interes comunitar transformă bibliotecile în așa fel încât ele devin centre de informare comunitară, se infiltrează în domeniul educației permanente, sprijină procesul de integrare a persoanelor aflate în situații speciale, dezvoltă programe de interes cumunitar ori organizează evenimente culturale, comunitare, sociale și educaționale. Pe lângă asigurarea accesului la informații biblioteca trebuie să țină seama de dorința de socializare a utilizatorilor, de nevoia de interacțiune socială și culturală a membrilor cumunității deservite. Astfel bibliotecile se implică în organizarea unor evenimente, proiecte, campanii legate de îndeplinirea unor obiective specifice de interes comunitar. În funcție de scopurile planificării lor se disting:
1. campanii de informare
2. campanii de conștientizare
3. campanii de educare
4. campanii de formare și campanii de îmbunătățire a reprezentării sau a imaginii

Bibliotecile sunt nevoite să facă loc unor noi responsabilități, trebuind să-și formeze și să dezvolte competențe comunitare. Schimbarea funcțiilor bibliotecii în contextul unor vremuri aflate în permanentă schimbare devine o condiție esențială pentru supravețuire într-un mediu social și cultural competitiv. Implicarea bibliotecilor în acțiuni cu caracter comunitar face parte din mersul firesc de furnizare a unor servicii noi de bibliotecă, flexibilitatea și capacitatea de a profita de oportunitățile oferite de schimbările intervenite în societate caracterizând bibliotecile moderne. În ultimii ani bibliotecile și-au îndreptat atenția spre persoane cu deficiențe, persoane care nu se pot deplasa la bibliotecă ori persoane care doresc să obțină un plus de educație sau instruire. Prin implicarea în diverse acțiuni de formare profesională, de constituire și dezvoltare a unor competențe și abilități speciale, bibliotecile nu preiau funcțiile instituțiilor de învățământ ci desfășoară acțiuni complementare care întăresc misiunea educațională a acesor instituții. Patrimoniul info-documentar gestionat de bibliotecă a reprezentat întotdeauna o sursă inepuizabilă de informare, documentare și instruire. Contribuția bibliotecii la constituirea și perfecționarea metodelor de instruire și învățare se reflectă cel mai bine în cadrul unor parteneriate încheiate cu unitățile de învățământ preșcolar, primar, gimnazial, liceal, postliceal, universitar și alte structuri școlare. Prin conceperea și implementarea unor proiecte educaționale cunoștințele dobândite de elevi și studenți sunt consolidate și valorificate în cadrul unor manifestări și întâlniri organizate împreună cu bibliotecile publice. Spre deosebire de învățământul tradițional activitățile educaționale organizate în afara școlii, numite și educație nonformală, îi implică pe beneficiari în cadrul unor activități care îi ajută să-și dezvolte competențe suplimentare ce nu pot fi obținute în urma aplicării programelor școlare. Dezvoltarea unor servicii care se concentrează asupra rolului comunitar al bibliotecii contribue la constituirea unei imagini pozitive a bibliotecilor în societatea contemporană. Modul în care biblioteca își întrupează funcțiile și misiunea culturală și comunitară în contextul vieții sociale și culturale a comunității deservite se reflectă în numărul și structura cititorilor care vin la bibliotecă.

### Serviciul de referințe
Noțiune curentă și realitate pentru bibliotecile anglo-saxone serviciul de referințe a început să se dezvolte și în bibliotecile românești. Biblioteca trebuie să joace rolul unui adevărat serviciu de informații, adică să adune documentele de comsultare frecventă, răspunzând problemelor practice variate din toate domeniile activității cotidiene a tuturor categoriilor de utilizatori. Reunind și organizând în colecțiile ei un mare număr de informații, biblioteca are în general o sală de lectură ce cuprinde documentele de comsultare frecventă și uneori o sală de bibliografie (serviciul de informare bibliografică) care îi permite să răspundă la întrebările puse de utilizatori. Informația oferită de repertoriile bibliografice duce fie la identificarea și utlizarea cărților si periodicelor din fondul bibliotecii, fie la identificarea și căutarea acestor documente în alte organisme de documentare. Serviciul de referințe este forma modernă a sălii de bibliografie sau extinderea acesteia la informații cu caracter mai practic.
Documentele folosite de serviciul de referințe sunt:
- lucrări de informare generală
- lucrări cu date statistice
- anuare
- cronologii
- culegeri
- hărți și planuri
- dosare documentare

Personalul care lucrează în serviciul de referințe are două funcții complementare: să informeze imediat utilizatorul folosind documentele serviciului pentru a-i răpunde la întrebări și a-l îmvăța să le folosească el însuși. Acest personal va avea și rolul de a organiza instrumentele de cercetare și informații, adică de a le selecta și de a le prelucra. Alegerea documentelor ce figurează în serviciul de referințe se va face în funcție de rolul și importanța bibliotecii, adică în funcție de utilizatorii reali și potențiali și tinând seama și de posibilitățile financiare ale bibliotecii. Unele documente identificate de utilizatori în serviciul de referințe pot lipsi din colecțiile bibliotecii. De accea serviciul de referințe trebuie echipat astfel încât să poată orienta utilizatorul către alte fonduri sau să folosească pentru el sistemul de împrumut interbibliotecar. Serviciul de referințe apare ca un efort pus la dispoziția utlizatorilor furnizându-le informații precum și un element indispensabil al cooperării între biblioteci și alte servicii care au ca obiect documentarea.
Diversificarea permanentă a tipurilor de activități și servicii create pentru beneficiari stimulează cooperarea cu cetățenii și sporește încrederea lor în calitatea serviciilor oferite. În plină eră informațională statutul și funcțiile bibliotecii se schimbă, biblioteca transformându-se într-un centru de documentare și informare având misiunea de a depista, indexa și difuza informații în concordanță cu interesele culturale, profesionale și educaționale specifice utilizatorilor. Imaginea bibliotecii izolate, ca serviciu elitist și confidențial, închis în sine, egoist în conservarea patrimoniului de valoare fără legătură cu preocupările publicului larg este un clișeu depășit. Bibliotecile au arătat interes pentru deschiderea spre publicul de toate categoriile, căruia să-i pună la dispoziție întreaga varietate și bogăție a fondurilor.

## Clădire și echipament
Funcțiile unei biblioteci nu se pot îndeplini în mod eficient decât într-un local adaptat sau conceput special. Circuitul cărții dintr-o bibliotecă necesită repatizarea într-un spațiu real a diferitelor operațiuni de prelucrare; această necesitate se referă la ansamblul serviciilor bibliotecii a cărui dispunere arhitecturală și amenajare interioară trebuie să permită o utilizare cât mai rațională a suprafețelor. Acestei preocupări i se adaugă și aceea de a oferi utilizatorilor un local bine situat, primitor, în care consultarea documentelor să fie facilitată de prezentarea acestora. Dispunerea sălilor clădirii trebuie plănuită în așa manieră încât să conducă publicul către colecțiile de documente ale bibliotecii.
Factorii de decizie care intervin în construcția clădirii unei biblioteci trebuie să lucreze în strânsă legătură:
1. Propietarul clădirii
2. Arhitectul clădirii
3. Bibliotecarul

Orice program de construcție este rezultatul unui studiu al serviciilor care există ori urmează să existe într-o bibliotecă, al analizei funcțiilor respective și sarcinilor cărora le răspund, a posturilor de lucru și a legăturilor dintre acestea. Serviciile publice (serviciile de relații cu publicul) constituie circuitul beneficiarului, al celui care utilizează documentele sau participă la activități în jurul lor. Serviciile publice sunt analizate în funcție de destinația sălilor (lectură, împrumut, activități), de natura și cantitatea documentelor, categoriile și numărul de utilizatori, de orar, de modalitatea primirii cititorilor și de controlul și împrumutul documentelor, distingându-se atâtea săli câte categorii de utlizatori sau tipuri de documente și funcții apar. Serviciile interne, indispensabile pentru buna funcționare a bibliotecii, grupează serviciile tehnice și cele administrative. Unele serviciile tehnice au funcții specifice în organizarea bibliotecii, acestea constitue circuitul prelucrării documentelor iar altele nu au funcții specifice, acestea ocupându-se de legarea, conservarea și restaurarea documentelor. Dispunerea serviciilor tehnice trebuie să fie conformă operațiunilor succesive ale circuitului documentelor. Serviciile administrative asigură gestiunea bibliotecii. Pentru serviciile publice analiza nevoilor trebuie să se bazeze pe mijloacele viitoare ale bibliotecii, prevăzându-se dezvoltarea acestora. Depozitele au dublă funcție, de conservare a documentelor și de stocare a lor. Prima funcție implică crearea un microclimat special de temperatură, luminozitate, umiditate și de protecție contra incendiilor și furturilor. Cea de a doua funcție permite depozitului să fie conceput ca o sală cu circulație redusă, rezervată numai personalului bibliotecii. Depozitele trebuie concepute în funcție de diferitele categorii de documente, situate în apropierea serviciilor interne ale bibliotecii și nici departe de sălile de lectură ori împrumut, pentru a fi ușor accesibile și a reduce timpul de așteptare a cititorilor. Orice program de construcție alocă o anumită suprafață din clădire pentru circulație deoarece trebuie asigurată securitatea persoanelor, fiind prevăzute suficiente căi de acces, trebuie permise legături între diferite părți ale clădirii și să fie instalate serviciile necesare pentru confortul și igiena personalului și a cititorilor. Planul unei biblioteci se stabilește și în funcție de posturile de lucru, locurile amenajate și echipate pentru executarea unei munci definite în care se vor putea succeda diverse categorii de personal. Posturile de lucru sunt amplasamente în care se execută sarcini împărțite pe diferite categorii de personal și pentru care trebuie prevăzut echipament comun în același timp cu grija pentru economia finaciară și aceea a muncii.
Se consideră că clădirile trebuie să respecte câteva principii, enunțate de-a lungul timpului:
- terenul pe care se va ridica clădirea este de preferat să fie plat și situat într-o zonă liniștită
- clădirea trebuie concepută în conformitate cu activitățile desfășurate într-o bibliotecă
- clădirea trebuie concepută în conformitate cu tipul bibliotecii și a publicului deservit de aceasta
- clădirea trebuie astfel amplasată încât să fie ușor accesibilă unui număr cât mai mare de cititori
- clădirea trebuie concepută în conformitate cu necesitãțile din acel moment cât și cu dezvoltarea ulterioară a bibliotecii
- interiorul clădirii trebuie planificat înaintea exteriorului acesteia
- aranjamentul funcțional are întâietate în fața aranjamentului arhitectural
- clădirea trebuie concepută în conformitate cu principiile unei administrări eficiente și economice
- ornamentele sălilor trebuie să fie simple
- sălile trebuie concepute pentru a permite controlul activităților cu publicul solicitând cât mai puțin personalul bibliotecii
- clădirea trebuie concepută pentru a permite folosirea luminii naturale
- ferestrele, mai ales cele de la sălile de lectură, se vor întinde până la tavan
- scările drepte sunt de preferat scărilor circulare
- înălțimea rafturilor nu trebuie să depășească capacitatea unei persoane de înălțime medie de a ajunge la raftul de sus
- rafturile trebuie să fie mobile și să se poată ajusta cu ușurință
- lăsarea unui spațiu între raft și tavan pentru a permite circulația aerului și răspândirea luminii
- încălzirea, iluminatul și aerisirea trebuie să respecte regulile de siguranță contra incendiilor și regulile privind conservarea documentelor

Planurile construcției se realizează ținând seama și de echipamentul bibliotecii care trebuie amplasat pe diferite suprafețe bine definite. Stabilirea planurilor și amenajarea localurilor depinde de alegerea echipamentelor. Mobilierul, aparatura, instalațiile și alte materiale ale bibliotecii trebuie alese în conformitate cu activitățile desfășurate într-o bibliotecă și nu pentru efectul arhitectural. În trecut, antichitate și evul mediu, cărțile au fost păstrate, uneori legate (în latină "libri catenatae"), în cabinete, dulapuri, cufere, rafturi și casete. Rafturile sunt concepute pentru aranjarea cărților dar au fost adaptate și pentru prezentarea periodicelor ori a materialelor audiovizuale. Au fost adaptate, de asemenea, pe măsura categoriilor de cititori. Caseta pentru albume, poate fi folosiă uneori, pentru prezentarea de documente destinate copiilor. Casetele pentru discuri au fost concepute pentru păstrarea discurilor, dar pot fi adaptate pentru materiale audio, video sau diapozitive. Pentru lectura documentelor în sălile de lectură este folosită masa simplă. Masa pupitru este folosită pentru a ușura lectura documentelor de mari dimensiuni sau prețioase. Masa compartimentată este înzestrată cu compartimente separate care creează mici spații parțial închise și izolate. Masa compartimentată este folosită în sălile de lectură pentru consultarea documentelor de vizionat (diapozitive) și a documentelor sonore (casete). Bancul de împrumut este un mobilier de tip birou este situat în apropiere de intrările și ieșirile sălilor de lectură, de împrumut sau a clădirii și permite personalui să lucreze șezând. De asemenea, acesta poate servi ca suport documentelor și diverselor aparate. Bancul de consultare a documentelor audiovizuale va conține aparatură audio-video. Transportul documentelor se realizează cu ajutorul cărucioarelor și a unor sisteme mecanice. În clădirile cu mai multe etaje se pot monta lifturi pentru cărți. Fișierele sunt mobile extensibile și modulare care permit clasarea fișelor catalografice. Mobilierul de expoziție cuprinde vitrine orizontale, verticale ori înclinate și panouri. Echiparea cu aparate, mașini și materiale se face în funcție de posturile de lucru și nevoile publixului, iar acest fapt se transpune în concepția planurilor de amenajare interioară.

## Personal și structură
Gestiunea unei biblioteci nu se poate lega de noțiunea de profit sau de câștig. Dar și aceasta se poate dezvolta, astfel este necesar să i se prevadă gestiunea. Buna utilizare a bugetului disponibil, a subvențiilor bugetare în cazul bibliotecilor publice, impune conducerii bibliotecii o bună organizare a serviciilor, rentabilizarea lor și să prevadă dezvoltarea mijloacelor sale. Conducerea trebuie să se gândească în primul rând la funcționarea serviciilor bibliotecii ținând cont de personalul de care dispune, de calificare și de capacitatea lui de adaptare la noi sarcini. Pentru ca munca desfășurată să fie eficientă trebuie să se asigure: spațiu suficient fiecărei sarcini; reducerea deplasărilor antrenate de sarcinile succesive, mai ales cele din circuitul documentelor și echiparea posturilor de lucru cu materiale care să ușureze sarcinile repetitive. În funcție și de mijloacele finaciare de care dispune, conducerea trebuie să gândească funcționarea serviciilor bibliotecii. Conducerea dă socoteală cu regularitate pentru felul cum a folosit bugetul și trebuie să justifice în mod obiectiv creșterea mijloacelor bugetare pe care le va cere. Redactarea rapoartelor de activitate reprezontă pentru conducere ocazia de a aprecia randamentul serviciilor bibliotecii în raport pe de o parte cu mijloacele de care dispune și pe de altă parte cu serviciile destinate utilizatorilor. În România, potrivit art. 52 din Legea bibliotecilor nr. 334/2002, conducerea unei biblioteci este asigurată în cazul bibliotecilor cu personalitate juridică, de către director, care poate avea unul sau mai mulți adjuncți iar în cazul bibliotecilor fără personalitate juridică, de către un director sau de un bibliotecar responsabil, cu funcția de șef de serviciu sau șef de birou. Directorul răspunde de organizarea și funcționarea bibliotecii, reprezintă instituția în relațiile cu persoanele juridice și persoanele fizice și este ordonator de credite. În cadrul bibliotecilor cu personalitate juridică, funcționează un consiliu de administrație condus de către directorul bibliotecii, în calitate de președinte și un consiliu științific, cu rol consultativ în domeniul dezvoltării colecțiilor și al activităților culturale. De asemenea, în cadrul bibliotecilor funcționează diverse comisii de specialitate. Atribuțiile și competențele personalului sunt stabilite  prin fișa postului, de către director la propunerea șefilor de servicii și birouri. Este indespensabil ca conducerea și personalul bibliotecii să evalueze serviciile oferite publicului, pentru a controla periodic dacă munca sa este în acord cu exigențele publicului și mijloacele de care dispune biblioteca. Conducerea trebuie să cunoască impactul serviciilor oferite asupra poblicului pentru a-și extinde ori limita acțiunile publicitare și programa activitățile ce se înscriu în politica de acțiune culturală locală. Evaluarea serviciilor este în același timp un mijloc de control asupra gestiunii, muncii și publicului pentru o perioadă de activitate dată și un instrument ce permite să se prevadă activități viitoare și să se prospecteze un public nou. Conducerea întreprinde statistici asupra funcționării bibliotecii, care îi traduc activitatea în anul precedent. Bazându-se pe aceste date, conducerea analizează serviciile prestate publicului și extinderea acestor servicii la noi categorii de utilizatori. Anumite statistici ajută conducerea bibliotecii să-și administreze mai bine colecțiile (frecvența împrumuturilor după genul de lucrări poate conduce politica de achiziții). Statisticile nu trebuie considerate ca o evaluare pur teoretică a muncii desfășurate în bibliotecă dar nici ca un mijloc prin care se explică toată activitatea bibliotecii.
Buna gestiune a unei biblioteci rezidă înainte de orice de modul în care se realizează munca zilnică. Organizarea lucrului are scopul de a asigura calitatea serviciilor oferite de bibliotecă cât și folosirea materialelor incluse în posturile de lucru. Ea vizează confortul personalului în exercitarea sarcinilor ce îi revin și pentru a fost format. Repartizarea sarcinilor trebuie să țină cont de funcțiile fiecărei categorii de personal. Numărul și repartizarea posturilor de lucru vor ține seama de circuitul documentelor. de la intrarea lor până la punerea la dispoziția cititorilor. Repartizarea prealabilă a posturilor este necesară dar nu trebuie să fie rigidă. Responsabilitățile se pot defini pe categorii de personal ori pe echipe, o enunțare sistematică, în funcție de situațiile reale. Repartizarea sarcinilor trebuie să țină cont de o anumită ierarhie a responsabilităților de natură să creeze una sau mai multe echipe de lucru bine structurate, capabile să funcționeze autonom în cadrul instrucțiunilor date de conducere. Aceste echipe răspund de executarea sarcinilor, informând despre realizarea lor și eventualele dificultăți întâlnite, precum și modificările pe care le consideră necesare în organizarea muncii. Fiecare membru al personalului trebuie să se adapteze, să se integreze într-o muncă colectivă, chiar dacă sarcina sa pare limitată, ea trebuie percepută ca un efort de ansamblu al echipei ce acționează într-un scop comun. În funcție de activitatea desfășurată, personalul unei biblioteci se compune din:
1. personal de specialitate
2. personal administrativ
3. personal de întreținere

De-a lungul secolelor, bibliotecarii au păstrat, conservat și protejat cărți și arhive împotriva pericolelor și astfel au jucat un rol important în menținerea moștenirii culturale a țărilor. Deși bibliotecarul tradițional a acționat în primul rând ca păstrător de documente, conceptul unui serviciu activ de consiliere și informare a apărut în cele din urmă ca o extensie a rolului de custode. Dezvoltarea cercetării științifice și industriale și înființarea bibliotecilor publice în secolul al XIX-lea a condus la o abordare accentuată orientată pe subiect, a rolului catalogării și clasificării sistematice, pe lângă funcția tradițională de constituire și dezvoltare a colecțiilor și, în consecință, la nevoia cunoașterii aprofundate, atât sistematic cât și analitic, a bibliografiei. Abilitățile profesionale ale bibliotecarilor variază de la cele ale arhivistului, care se ocupă de evidența, aranjarea, gestiunea și evaluarea arhivelor, de clădiri de arhive și spații de depozitare, de conservare, restaurare și servicii de referință, până la cele ale specialistului în știința informării, care este preocupat de cercetarea categoriilor de informații și a procesului de circulație și transfer de informații între indivizi și comunități. Cerințele profesiei includ diferite tipuri de cunoștințe și aptitudini de specialitate. Acestea includ cunoașterea tipurilor de documente și a rolului acestora în constituirea colecțiilor, abilități în organizarea cunoștințelor prin catalogare și clasificare, capacitatea de a analiza și de a disemina informații răspunzând solicitărilor de informare și, adesea, un nivel ridicat de alfabetizare informatică.
În S.U.A., primele cursuri universitare pentru bibliotecari au fost inițiate în 1887 de Melvil Dewey la Universitatea Columbia. Asociația Americană a Bibliotecilor (ALA, în engleză "American Library Association") a urmărit o politică de acreditare în efortul de a se asigura că instituțiile de învățământ care pregătesc bibliotecari îndeplinesc standardele profesionale. Primul curs britanic de biblioteconomie a fost ținut la Colegiul Universitar din Londra în 1919, iar până în 1946 toate examenele de absolvire au fost publice, organizate de Asociația Bibliotecilor (LA, în engleză "Library Association"). Programele asociației au avut o influență considerabilă în țări precum Ghana, Nigeria și statele din Caraibe. În Europa, cea mai mare parte a educației de specialitate are loc în universități și instituții similare de învățământ superior. În Ungaria, Universitatea Pázmány Péter din Budapesta (acum Universitatea Eötvös Loránd) a început cursurile la Facultatea de Filosofie în 1949, iar în 1964 a fost organizat un curs de documentare. În Cehia, cursurile de biblioteconomie și știința informării sunt predate la Catedra de Biblioteconomie și Studii Informaționale a Universității Caroline din Praga. Cursurile de biblioteconomie din Slovacia sunt predate la Facultatea de Arte a Universității Comenius din Bratislava. În Franța, École Nationale des Chartes, care pregătește în principal arhiviști, pregătește și specialiști pentru bibliotecile publice, naționale și universitare. De asemenea, educație de specialitate este oferită și de către École Nationale Supérieure des Sciences de l'Information et des Bibliothèques și École de bibliothécaires-documentalistes a Institut catholique de Paris. În România începutul învățământului bibliologic datează din 1925 când Alexandru Sadi-Ionescu a predat un curs de biblioteconomie la Școala Superioară de Arhivistică și Paleografie din București. Instruirea odată orientată puternic spre bibliografie, istoria și gestiunea bibliotecilor a fost de atunci echilibrată punându-se accent pe literatura de specialitate, tehnicile de indexare și abstractizare și tehnologia informației.
Structura bibliotecilor este prevăzută în regulamentele de organizare și funcționare și în organigramele acestora. Exemple de structuri ale diverselor tipori de biblioteci din România:
| Structura Bibliotecii Naționale a României 1. DIRECȚIA COLECȚII ȘI SERVICII DE BIBLIOTECĂ - Biroul Centrul Național ISBN-ISSN-CIP - Serviciul Depozit Legal - Serviciul Dezvoltarea colecțiilor - Serviciul Prelucrarea bibliografică a colecțiilor - Serviciul Conservarea și restaurarea documentelor - Serviciul Colecții speciale - Serviciul Colecții curente - Serviciul Comunicarea Colecțiilor curente și orientare utilizatori - Filiala Biblioteca Omnia 2. FILIALA BIBLIOTECA BATTHYANEUM - Biroul Colecții de bibliotecă - Compartimentul Colecții muzeale - Compartimentul Conservare, Restaurare - Compartimentul Administrativ, Tehnic, Pază 3. DIRECȚIA SISTEME INTEGRATE ȘI LOGISTICĂ - Serviciul Sisteme integrate de management și Resurse digitale - Serviciul Administrativ și Logistică - Biroul Pază 4. SERVICIUL DEZVOLTARE INSTITUȚIONALĂ - Compartimentul Programe și Proiecte - Compartimentul Relații internaționale - Compartimentul Metodologic - Compartimentul Cercetare 5. SERVICIUL MARKETING CULTURAL ȘI COMUNICARE - Compartimentul Relații publice și Comunicare - Compartimentul Marketing cultural și Organizare evenimente - Biroul editorial 6. COMPARTIMENTUL JURIDIC 7. COMPARTIMENTUL AUDIT PUBLIC INTERN 8. BIROUL RESURSE UMANE - Compartimentul Sănătate și Securitate în muncă - Compartimentul Secretariat-Registratură-Arhivă 9. BIROUL ACHIZIȚII PUBLICE 10. COMPARTIMENTUL FINACIAR, CONTABILITATE, INVENTARIERE Structura Bibliotecii Județene „Petre Dulfu” din Baia Mare 1. SERVICIUL DEZVOLTAREA COLECȚIILOR. INFORMATIZARE - Biroul Achiziții, prelucrare, donații, relații cu editurile - Biroul Informatizare 2. SERVICIUL ÎMPRUMUT CARTE PENTRU ADULȚI - Compartimentul Împrumut carte pentru adulți - Compartimentul „Multiculturalia” - carte în limbi străine - Compartimentul „Front Desk” - informare și înscriere cititori - Filiala „Centrul de zi pentru vârstnici” 3. SERVICIUL ÎMPRUMUT CARTE PENTRU COPII ȘI TINERET. FILIALE - Compartimentul Împrumut carte pentru copii - Compartimentul Sala de lectură - copii - Compartimentul Ludoteca - Filiala „Nicolae Iorga” - Filiala „Traian” - Filiala „Ion Șiugariu” 4. SERVICIUL SĂLI DE LECTURĂ - Compartimentul Sala de lectură - Carte curentă - Compartimentul Sala de lectură - Periodice - Compartimentul „Britannica” și „American Corner” - Compartimentul Colecții speciale - Compartimentul Mediatecă 5. SERVICIUL RELAȚII INTERNAȚIONALE. PROGRAME ȘI PROIECTE. ACTIVITĂȚI INOVATIVE ȘI ALTERNATIVE. VOLUNTARIAT. COLABORARE INTERINSTITUȚIONALĂ - Biroul Editare publicații. Depozit Legal - Compartimentul Asistență metodică - Compartimentul Programe și proiecte. Servicii inovative și alternative - Compartimentul Carte pentru românii de pretutindeni - Compartimentul Relații publice. Studio video - Filiala „Penitenciar” - Filiala „Firiza” - Filiala „Centrul de zi Romanii” 6. SERVICIUL FOND DOCUMENTAR AL ACADEMIEI ROMÂNE 7. SERVICIUL REVISTA „FAMILIA ROMÂNĂ” 8. SERVICIUL CONTABILITATE, FINANCIAR, ADMINISTRATIV. RESURSE UMANE - Compartimentul Contabilitate financiar - Compartimentul Resurse umane - Comportimentul Administrativ legătoria 9. SERVICIUL ÎNTREȚINERE - Comportimentul Întreținere | Structura Bibliotecii Centrale Universitare „Mihai Eminescu” din Iași 1. SERVICIUL DEZVOLTAREA COLECȚIILOR 2. BIROUL CATALOGARE 3. BIROUL INDEXARE 4. BIROUL CERCETARE ȘI INFORMARE BIBLIOGRAFICĂ 5. SERVICIUL COMUNICAREA COLECȚIILOR 6. SERVICIUL CONSERVAREA COLECȚIILOR 7. BIROUL COLECȚII SPECIALE 8. SERVICIUL ȘTIINȚE UMANISTE - Biblioteca de Istorie - Biblioteca de Drept - Biblioteca de Litere 9. SERVICIUL ȘTIINȚE EXACTE - Biblioteca de Fizică și Chimie - Biblioteca de Geografie și Geologie - Biblioteca de Biologie - Biblioteca de Matematică - Biblioteca Seminarului de Matematică - Biblioteca Seminarului de Informatică - Biblioteca Muzeului de Științe Naturale 10. SERVICIUL ȘTIINȚE SOCIALE - Biblioteca de Științe Economice - Biblioteca de Psiho-Pedagogie, Educație Fizică și Sport - Biblioteca de Filosofie 11. SERVICIUL INFORMATIZARE ȘI TEHNOLOGII DIGITALE 12. BIROUL FINANCIAR-CONTABIL, SALARIZARE 13. SERVICIUL ADMINISTRATIV Structura Bibliotecii Municipale „Ștefan Petică” din Tecuci 1. SECȚIE CARTE - Compartimentul Împrumut copii - Compartimentul Împrumut adulți - Compartimentul Sala de lectură - Compartimentul Internet pentru public - Compartimentul Carte în limba franceză - Compartimentul Achiziție, Prelucrare, Catalogare 2. COMPARTIMENTUL FINACIAR-CONTABIL, RESURSE UMANE 3. COMPARTIMENTUL ADMINISTRATIV |

## Organizații interbibliotecare
O varietate largă de organizații interbibliotecare creează o infrastructură dinamică și flexibilă care sprijină cooperarea bibliotecilor. Asociațiile de biblioteci oferă o influență constantă în favoarea cooperării bibliotecilor. Aceste asociații, de la nivel național, regional și local, oferă un forum pentru discutarea și adoptarea standardelor care încurajează partajarea resurselor. Astfel de standarde includ cadrul pentru împrumutul interbibliotecar, standardele internaționale de catalogare și standardele de comunicații care permit ca sistemele informatice ale bibliotecilor să fie conectate între ele.
Federația Internațională a Asociațiilor de Bibliotecari și Biblioteci (IFLA, în engleză "International Federation of Library Associations and Institutions"; FIAB, în franceză "Fédération Internationale des Associations de Bibliothécaires et des Bibliothèques") este organismul internațional care grupează asociații de biblioteci, biblioteci, instituții și persoane care lucrează în biblioteci și în domeniul științei informării. Federația Internațională a Asociațiilor de Bibliotecari și Biblioteci a fost fondată în 1927 la Edinburgh, de către 15 membrii din 15 țări și a ajuns în prezent să numere peste 1.500 de membrii din 150 de țări. IFLA susține cauza bibliotecilor (dezvoltarea cooperării, sprijinului și a impulsionării factorilor de decizie de a acționa legislativ și financiar pentru a permite bibliotecilor să continue să își îndeplinească misiunea într-o lume în schimbare), stimulează și îmbunătățește practica profesională (încurajarea dezvoltării bibliotecilor și a serviciilor lor prin schimbul de informații și idei, prin stimularea comunităților de lucrători și prin dezvoltarea de standarde și linii directoare), organizează și conectează bibliotecile (oferirea spațiului, oportunităților și instrumentelor pentru ca lucrătorii din biblioteci și din domeniul științei informării la nivel global să se întâlnească, să facă schimb de idei și să învețe unii de la alții). O altă organizație cu contribuții la domeniul bibliotecilor și a științei informării este Consiliul Internațional pentru Arhive (ICA, în engleză "International Council on Archives"; CIA, în franceză "Conseil international des archives") este o organizație internațională care promovează cooperarea în domeniul arhivării. Misiunea Consiliului Internațional pentru Arhive este de a promova conservarea, dezvoltarea și utilizarea arhivelor din întreaga lume. A fost înființat în 1948 iar calitatea de membru este deschisă organizațiilor naționale și internaționale, grupurilor profesionale și persoanelor fizice. Eforturile continue ale organizației s-au concentrat pe microfotografie, păstrarea și conservarea înregistrărilor istorice și pe dezvoltarea standardelor pentru descrierea arhivelor. De asemenea, Organizația Internațională de Standardizare prin Comitetul Tehnic 46 (TC 46) a contribuit la formularea și promulgarea unui număr de standarde privind formatele bibliografice, în special cele legate de prelucrarea computerizată. La nivel internațional mai există Asociația Statelor Iberoamericane pentru Dezvoltarea Bibliotecilor Naționale Iberoamericane (ABINIA, în spaniolă "Asociación de Estados Iberoamericanos para el Desarrollo de las Bibliotecas Nacionales de Iberoamérica"; ABINIA, în portugheză "Associação de Estados Ibero-Americanos para o Desenvolvimento das Bibliotecas Nacionais da Ibero-América") care reunește tările latino-americane și Asociația Internațională Francofonă a Bibliotecarilor și a Documentariștilor (AIFBD, în franceză "Association internationale francophone des bibliothécaires et documentalistes") care grupează țările francofone.
Organizațiile din Africa includ Bibliotecile și Asociațiile pentru Informare Africane (AfLIA, în engleză "African Library and Information Associations and Institutions"), Asociația Ganeză a Bibliotecilor (GLA, în engleză "Ghana Library Association") și Asociația Bibliotecilor și Serviciilor pentru Informare din Africa de Sud (GLA, în engleză "Library and Information Association of South Africa"). Pe continentul american se întâlnesc Asociația Americană a Bibliotecilor (ALA, în engleză "American Library Association"), Asociația Mexicană a Bibliotecarilor (AMBAC, în spaniolă "Asociación Mexicana de Bibliotecarios"), Federația Braziliană a Asociațiilor de Bibliotecari, Specialiști în Informare și Biblioteci (FEBAB, în portugheză "Federação Brasileira de Associações de Bibliotecários, Cientistas da Informação e Instituições") și Federația Canadiană a Asociațiilor de Biblioteci (CFLA, în engleză "Canadian Federation of Library Associations"; FCAB, în franceză "Fédération canadienne des associations de bibliothèques"). Organizațiile de pe continebtul asiatic includ Asociația Indiană a Bibliotecilor (ILA, în engleză "Indian Library Association"), Asociația Japoneză a Bibliotecilor (JLA, în engleză "Japan Library Association") și Asociația Coreeană a Bibliotecilor (KLA, în engleză "Korean Library Association"). Organizațiile din Europa includ Biroul European al Bibliotecilor și Asociaților de Informare și Documentare (EBLIDA, în engleză "European Bureau of Library, Information and Documentation Associations"), Asociația Belgiană pentru Documentare (ABD, în franceză "Association belge de documentation"; BVD, în neerlandeză "Belgische Vereniging voor Documentatie"), Uniunea Bibliotecarilor și Lucrătorilor în Informații din Republica Cehă (SKIP, în cehă "Svaz knihovníků a informačních pracovníků České republiky"), Federația Spaniolă a Asociațiilor de Arhiviști, Bibliotecari, Arheologi, Muzeologi și Documentariști (ANABAD, în spaniolă "Federación española de asociaciones de archiveros, bibliotecarios, arqueólogos, museólogos y documentalistas"), Asociația Finlandeză a Bibliotecilor (SK, în finlandeză "Suomen kirjastoseura"), Asociația Bibliotecilor din Irlanda (în irlandeză "Cumann Leabharlann na hÉireann"; în engleză "Library Association of Ireland") și Institutul Autorizat al Bibliotecilor și Specialiștilor în Informare (CLIP, în engleză "Chartered Institute of Library and Information Professionals"), în Marea Britanie. Organizațiile din România includ Asociația Națională a Bibliotecarilor și Bibliotecilor Publice din România (ANBPR, în engleză "The National Association of Public Librarians and Libraries in Romania") și Asociația Bibliotecarilor din România (ABR, în engleză "Romanian Library Association").